# HC Kometa Brno v české hokejové extralize 2022/2023
HC Kometa Brno 2022/2023 popisuje působení hokejového klubu HC Kometa Brno v nejvyšší české soutěži v sezóně 2022/2023. Hlavním trenérem klubu byl Patrik Martinec. Po základní části skončila Kometa na 7. místě. V rámci play-off přešla v předkole přes Mladou Boleslav, ale ve čtvrtfinále podlehla Vítkovicím.

## Klub

### Vlastník
Klub vstoupil do nového ročníku ve stejné majetkové struktuře.

### Realizační tým
Hlavním trenérem byl Patrik Martinec, jeho asistenty byli Jaroslav Modrý, Jiří Horáček a Jiří Otoupalík. Trenérem brankářů byl Jan Švaříček.
| Post              | Jméno                    |
| ----------------- | ------------------------ |
| Hlavní trenér     | Patrik Martinec          |
| Asistenti trenéra | Jaroslav Modrý           |
| Asistenti trenéra | Jiří Horáček             |
| Asistenti trenéra | Jiří Otoupalík           |
| Trenér brankářů   | Jan Švaříček             |
| Videokouč         | Jiří Horáček             |
| Videokouč         | Štěpán Kučera            |
| Vedoucí mužstva   | Ota Železný              |
| Kondiční trenér   | Martin Iterský           |
| Fyzioterapeut     | Lukáš Katzer             |
| Fyzioterapeut     | Dana Vincourová          |
| Fyzioterapeut     | Ivan Jánský              |
| Kustod            | Petr Ondráček            |
| Kustod            | Filip Ondráček           |
| Kustod            | Tomáš Dyčka              |
| Lékař             | MUDr. Zdeněk Ziegelbauer |
| Lékař             | MUDr. Petr Novák         |

## Soupiska

### První tým
| Číslo    | Hráč              | Nár.      | Datum narození a věk        | Zápasy   | Góly     | Asistence | Body     | +/-      | TM       |
| Brankáři | Brankáři          | Brankáři  | Brankáři                    | Brankáři | Brankáři | Brankáři  | Brankáři | Brankáři | Brankáři |
| -------- | ----------------- | --------- | --------------------------- | -------- | -------- | --------- | -------- | -------- | -------- |
| 1        | Marek Čiliak      | Slovensko | 2. dubna 1990 (35 let)      | 21       | —        | —         | —        | —        | 0        |
| 2        | Zdeněk Slavíček   | Česko     | 18. července 1997 (28 let)  | 0        | —        | —         | —        | —        | 0        |
| 33       | Pavel Jekel       | Česko     | 4. července 1995 (30 let)   | 0        | —        | —         | —        | —        | 0        |
| 36       | Michal Postava    | Česko     | 28. února 2002 (23 let)     | 0        | —        | —         | —        | —        | 0        |
| 38       | Dominik Furch     | Česko     | 19. dubna 1990 (35 let)     | 49       | —        | 2         | 2        | —        | 0        |
| Obránci  |                   |           |                             |          |          |           |          |          |          |
| 4        | Radek Kučeřík     | Česko     | 21. prosince 2001 (23 let)  | 62       | 1        | 15        | 16       | +13      | 35       |
| 7        | Patrik Fajmon     | Česko     | 10. září 2003 (21 let)      | 6        | 1        | 0         | 1        | -2       | 0        |
| 8        | Marek Ďaloga      | Slovensko | 10. března 1989 (36 let)    | 54       | 2        | 9         | 11       | -2       | 30       |
| 13       | Marek Hrbas       | Česko     | 4. března 1993 (32 let)     | 59       | 2        | 2         | 4        | -10      | 18       |
| 24       | Michal Gulaši     | Česko     | 18. července 1986 (39 let)  | 45       | 1        | 1         | 2        | -22      | 26       |
| 84       | Tomáš Kundrátek   | Česko     | 26. prosince 1989 (35 let)  | 49       | 8        | 14        | 22       | -19      | 32       |
| 93       | Rhett Holland     | Kanada    | 25. září 1993 (31 let)      | 55       | 1        | 6         | 7        | +10      | 40       |
| 95       | František Němec   | Česko     | 7. února 2004 (21 let)      | 6        | 0        | 0         | 0        | -2       | 0        |
| 96       | Jan Ščotka        | Česko     | 20. května 1996 (29 let)    | 62       | 2        | 13        | 15       | -13      | 33       |
| Útočníci |                   |           |                             |          |          |           |          |          |          |
| 9        | Jakub Flek        | Česko     | 24. prosince 1992 (32 let)  | 62       | 23       | 10        | 33       | +8       | 10       |
| 11       | Jiří Ondráček     | Česko     | 3. června 1988 (37 let)     | 17       | 1        | 1         | 2        | -3       | 8        |
| 14       | Ivo Sedláček      | Česko     | 12. srpna 2003 (21 let)     | 6        | 0        | 0         | 0        | -2       | 0        |
| 16       | Luboš Horký       | Česko     | 14. listopadu 1997 (27 let) | 57       | 22       | 18        | 40       | +7       | 14       |
| 18       | Adam Zbořil       | Česko     | 28. srpna 1995 (29 let)     | 58       | 8        | 28        | 36       | -13      | 28       |
| 21       | Petr Kratochvíl   | Česko     | 5. prosince 1997 (27 let)   | 30       | 0        | 4         | 4        | -7       | 8        |
| 22       | Kim Strömberg     | Finsko    | 8. prosince 1987 (37 let)   | 55       | 13       | 8         | 21       | +6       | 20       |
| 26       | Martin Zaťovič    | Česko     | 25. ledna 1985 (40 let)     | 59       | 8        | 9         | 17       | -20      | 22       |
| 27       | Jakub Malý        | Česko     | 1. dubna 2002 (23 let)      | 13       | 0        | 0         | 0        | -5       | 2        |
| 28       | Eduard Šalé       | Česko     | 10. března 2005 (20 let)    | 49       | 7        | 7         | 14       | -9       | 2        |
| 29       | Radek Koblížek    | Česko     | 20. října 1997 (27 let)     | 55       | 10       | 9         | 19       | -8       | 10       |
| 40       | Tomi Sallinen     | Finsko    | 11. února 1989 (36 let)     | 16       | 0        | 7         | 7        | 0        | 4        |
| 44       | Jan Dufek         | Česko     | 20. února 1997 (28 let)     | 30       | 1        | 0         | 1        | -8       | 33       |
| 72       | Andrej Kollár     | Slovensko | 4. listopadu 1999 (25 let)  | 57       | 8        | 13        | 21       | -11      | 10       |
| 81       | Tomáš Vincour     | Česko     | 19. listopadu 1990 (34 let) | 40       | 3        | 9         | 12       | -5       | 2        |
| 85       | Jan Süss          | Česko     | 5. ledna 1999 (26 let)      | 22       | 3        | 1         | 4        | -8       | 2        |
| 88       | Kristián Pospíšil | Slovensko | 22. dubna 1996 (29 let)     | 29       | 10       | 13        | 23       | +5       | 49       |
| 89       | Pavel Jenyš       | Česko     | 2. dubna 1996 (29 let)      | 1        | 0        | 0         | 0        | 0        | 0        |
| 89       | Jakub Zembol      | Česko     | 25. srpna 2003 (21 let)     | 8        | 0        | 0         | 0        | -2       | 4        |
| 91       | Adam Raška        | Česko     | 26. listopadu 1994 (30 let) | 9        | 1        | 0         | 1        | -2       | 0        |
| 91       | Filip Dvořák      | Česko     | 9. března 1997 (28 let)     | 2        | 0        | 0         | 0        | -2       | 0        |
| 91       | Adam Boltvan      | Česko     | 7. srpna 2004 (20 let)      | 3        | 0        | 0         | 0        | -1       | 2        |
| 92       | Petr Holík        | Česko     | 3. března 1992 (33 let)     | 62       | 14       | 41        | 55       | +1       | 26       |
| 94       | Zdeněk Okál       | Česko     | 8. července 1990 (35 let)   | 11       | 3        | 1         | 4        | +2       | 8        |

Poznámky
- Statistiky jsou ze všech soutěžních utkání, tj. ze základní části i play-off.
- Kurzívou mají číslo hráči, kteří odešli v průběhu sezony nebo odehráli utkání, jako kmenoví hráči, i přes to, že jsou na hostování/střídavé starty v jiném klubu.

### Příchody v průběhu sezóny
| Č. | Poz.    | Nár.      | Hráč              | Věk | Odkud přišel       | Ref.   |
| -- | ------- | --------- | ----------------- | --- | ------------------ | ------ |
| 40 | Útočník | Finsko    | Tomi Sallinen     | 33  | Brynäs IF          | [ 5 ]  |
| 6  | Obránce | Česko     | Jakub Kubeš       | 26  | Black Wings Linz   | [ 6 ]  |
| 91 | Útočník | Česko     | Adam Raška        | 28  | Sheffield Steelers | [ 7 ]  |
| 88 | Útočník | Slovensko | Kristián Pospíšil | 26  | SaiPa              | [ 8 ]  |
| 11 | Útočník | Česko     | Jiří Ondráček     | 34  | PSG Berani Zlín    | [ 9 ]  |
| 94 | Útočník | Česko     | Zdeněk Okál       | 32  | HC ZUBR Přerov     | [ 10 ] |

### Odchody v průběhu sezóny
| Č. | Poz.    | Nár.      | Hráč             | Věk | Kam odešel                | Typ             | Ref.   |
| -- | ------- | --------- | ---------------- | --- | ------------------------- | --------------- | ------ |
| 6  | Obránce | Česko     | Jakub Kubeš      | 26  | HC ZUBR Přerov            | střídavý start  | [ 6 ]  |
| 14 | Útočník | Česko     | Ivo Sedláček     | 19  | SK Horácká Slavia Třebíč  | střídavý start  | [ 11 ] |
| 30 | Brankář | Slovensko | Matej Tomek      | 25  | HC VERVA Litvínov         | hostování       | [ 6 ]  |
| 7  | Obránce | Česko     | Patrik Fajmon    | 19  | SK Horácká Slavia Třebíč  | střídavý start  | [ 12 ] |
|    | Obránce | Česko     | Daniel Kowalczyk | 22  | HC Frýdek-Místek          | hostování       | [ 13 ] |
| 40 | Útočník | Finsko    | Tomi Sallinen    | 33  | Luleå HF                  | konec smlouvy   | [ 14 ] |
| 21 | Útočník | Česko     | Petr Kratochvíl  | 25  | PSG Berani Zlín           | hostování       | [ 9 ]  |
| 91 | Útočník | Česko     | Adam Raška       | 28  | HC Motor České Budějovice | konec hostování | [ 15 ] |
| 44 | Útočník | Česko     | Jan Dufek        | 25  | HC RT TORAX Poruba 2011   | do konce sezóny | [ 16 ] |
| 95 | Obránce | Česko     | František Němec  | 19  | HC ZUBR Přerov            | do konce sezóny |        |
| 85 | Útočník | Česko     | Jan Süss         | 24  | HC ZUBR Přerov            | do konce sezóny |        |

## Přípravné zápasy před sezonou
- 9.8.2022 HC Kometa Brno  - SK Horácká Slavia Třebíč 2:3 (1:1, 1:2, 0:0)
- 11.8.2022 HC Kometa Brno - PSG Berani Zlín 3:2sn (2:0, 0:2, 0:0 - 0:0)
- 18.8.2022 HC Kometa Brno - HC Olomouc 1:3 (0:0, 1:2, 0:1)
- 24.8.2022 HC VÍTKOVICE RIDERA - HC Kometa Brno 7:1 (2:0, 1:0, 4:1)
- 1.9.2022 HC Kometa Brno - HKM Zvolen 5:3 (2:1, 2:1, 1:1)
- 6.9.2022 HC Olomouc - HC Kometa Brno 0:2 (0:0, 0:0, 0:2)
- 8.9.2022 HC Kometa Brno - HC VÍTKOVICE RIDERA 1:3 (0:2, 1:0, 0:1)

## Benefiční utkání
| 13. srpna 2022 16:50 | HC Kometa Brno 2012 | 12 : 6 (5:3, 3:1, 4:2) | HC Kometa Brno | Winning Group Arena, Brno Návštěvnost: 5 658 |  |

| Zpráva | |                                                                              | |                                                |
| Sasu Hovi Karel Vejmelka | Sasu Hovi Karel Vejmelka | Brankáři                                                                     | Marek Čiliak Matej Tomek | Rozhodčí: Čech Jeřábek Čároví: Smetková Viskot |
| Jakub Koreis (Roman Erat, Jan Káňa) 05:57' Leoš Čermák (TS) 07:30' Sasu Hovi 07:30' Miroslav Holec 10:29' Miroslav Holec (Roman Erat, Filip Král) 14:46' Jozef Kováčik 22:30' Radek Dlouhý 24:24' Jakub Svoboda (Jozef Kováčik) 25:58' Jozef Kováčik (Martin Nečas) 30:32' Jakub Koreis (Jozef Balej) 32:04' Martin Nečas (Jozef Balej) 32:04' Tomáš Malec (Tomáš Divíšek, Tomáš Žižka) 37:30' | Jakub Koreis (Roman Erat, Jan Káňa) 05:57' Leoš Čermák (TS) 07:30' Sasu Hovi 07:30' Miroslav Holec 10:29' Miroslav Holec (Roman Erat, Filip Král) 14:46' Jozef Kováčik 22:30' Radek Dlouhý 24:24' Jakub Svoboda (Jozef Kováčik) 25:58' Jozef Kováčik (Martin Nečas) 30:32' Jakub Koreis (Jozef Balej) 32:04' Martin Nečas (Jozef Balej) 32:04' Tomáš Malec (Tomáš Divíšek, Tomáš Žižka) 37:30' | 0:1 1:1 1:2 2:2 3:2 3:3 4:3 5:3 6:3 6:4 7:4 8:4 9:4 10:4 11:4 11:5 11:6 12:6 | 02:18' Kim Strömberg (Rhett Holland) 06:20' Radek Koblížek (Andrej Kollár) 08:32' Tomáš Kundrátek (Luboš Horký) 23:43' Andrej Kollár 34:03' Petr Holík 35:40' Andrej Kollár (Radek Koblížek) | Rozhodčí: Čech Jeřábek Čároví: Smetková Viskot |

## Tipsport extraliga
Hlavní článek: Česká hokejová extraliga 2022/2023
| Poř. | Tým                     | Z  | V  | VP | PP | P  | VG  | OG  | B  |
| ---- | ----------------------- | -- | -- | -- | -- | -- | --- | --- | -- |
| 5.   | Bílí Tygři Liberec      | 52 | 19 | 10 | 10 | 13 | 156 | 129 | 87 |
| 6.   | HC Oceláři Třinec       | 52 | 21 | 5  | 7  | 19 | 149 | 121 | 80 |
| 7.   | HC Kometa Brno          | 52 | 19 | 6  | 3  | 24 | 134 | 150 | 72 |
| 8.   | HC Olomouc              | 52 | 19 | 6  | 2  | 25 | 121 | 141 | 71 |
| 9.   | HC Energie Karlovy Vary | 52 | 19 | 4  | 3  | 26 | 129 | 163 | 68 |

| Postup do předkola play-off |

### Přehled
| Celkem | Celkem | Celkem | Celkem | Celkem | Celkem | Celkem | Celkem | Celkem | Doma | Doma | Doma | Doma | Doma | Doma | Doma | Venku | Venku | Venku | Venku | Venku | Venku | Venku |
| Z      | V      | VP     | PP     | P      | VG     | OG     | GR     | Body   | V    | VP   | PP   | P    | VG   | OG   | Body | V     | VP    | PP    | P     | VG    | OG    | Body  |
| ------ | ------ | ------ | ------ | ------ | ------ | ------ | ------ | ------ | ---- | ---- | ---- | ---- | ---- | ---- | ---- | ----- | ----- | ----- | ----- | ----- | ----- | ----- |
| 52     | 19     | 6      | 3      | 24     | 134    | 150    | -16    | 72     | 13   | 3    | 1    | 9    | 72   | 58   | 46   | 6     | 3     | 2     | 15    | 62    | 92    | 26    |

#### 1. čtvrtina
| 15. září 2022 18:00 | HC Kometa Brno | 6 : 1 (0:1, 3:0, 3:0) | HC Energie Karlovy Vary | Winning Group Arena, Brno Návštěvnost: 6 163 |  |

| Zpráva | |                             |                     |                                                                           |
| Marek Čiliak | Marek Čiliak | Brankáři                    | Štěpán Lukeš        | Rozhodčí: Oldřich Hejduk Antonín Jeřábek Čároví: Lukáš Rampír Šimon Synek |
| Kim Strömberg (Radek Koblížek, Marek Ďaloga) 23:29' Luboš Horký (Radek Kučeřík) 27:36' Kim Strömberg (Marek Ďaloga) 36:24' Andrej Kollár (Jan Süss, Eduard Šalé) 46:00' Jakub Flek (Adam Zbořil) 47:56' Luboš Horký (Marek Ďaloga, Radek Koblížek) 55:01' | Kim Strömberg (Radek Koblížek, Marek Ďaloga) 23:29' Luboš Horký (Radek Kučeřík) 27:36' Kim Strömberg (Marek Ďaloga) 36:24' Andrej Kollár (Jan Süss, Eduard Šalé) 46:00' Jakub Flek (Adam Zbořil) 47:56' Luboš Horký (Marek Ďaloga, Radek Koblížek) 55:01' | 0:1 1:1 2:1 3:1 4:1 5:1 6:1 | 14:17' Petr Koblasa | Rozhodčí: Oldřich Hejduk Antonín Jeřábek Čároví: Lukáš Rampír Šimon Synek |
| 10 min | 10 min | Tresty                      | 12 min              | Rozhodčí: Oldřich Hejduk Antonín Jeřábek Čároví: Lukáš Rampír Šimon Synek |
| 28 | 28 | Střely                      | 32                  | Rozhodčí: Oldřich Hejduk Antonín Jeřábek Čároví: Lukáš Rampír Šimon Synek |

| 18. září 2022 17:00 | HC Motor České Budějovice | 6 : 2 (2:1, 1:1, 3:0) | HC Kometa Brno | Budvar Aréna, České Budějovice Návštěvnost: 6 421 |  |

| Zpráva | |                                 |                                                                    |                                                                                |
| Dominik Hrachovina | Dominik Hrachovina | Brankáři                        | Marek Čiliak                                                       | Rozhodčí: Daniel Pražák Jiří Ondráček II. Čároví: Stanislav Hnát Tomáš Brejcha |
| Jakub Valský (Martin Hanzl) 12:48' Filip Přikryl (Lukáš Pech, Roman Vráblík) 19:37' Milan Gulaš (Petr Šenkeřík, Lukáš Pech) 34:07' Milan Gulaš 42:15' Milan Gulaš (Martin Hanzl, Lukáš Pech) 55:57' Jakub Valský (Mikuláš Hovorka, Jakub Strnad) 59:49' | Jakub Valský (Martin Hanzl) 12:48' Filip Přikryl (Lukáš Pech, Roman Vráblík) 19:37' Milan Gulaš (Petr Šenkeřík, Lukáš Pech) 34:07' Milan Gulaš 42:15' Milan Gulaš (Martin Hanzl, Lukáš Pech) 55:57' Jakub Valský (Mikuláš Hovorka, Jakub Strnad) 59:49' | 0:1 1:1 2:1 3:1 3:2 4:2 5:2 6:2 | 11:55' Eduard Šalé (Adam Zbořil, Andrej Kollár) 35:10' Luboš Horký | Rozhodčí: Daniel Pražák Jiří Ondráček II. Čároví: Stanislav Hnát Tomáš Brejcha |
| 8 min | 8 min | Tresty                          | 8 min                                                              | Rozhodčí: Daniel Pražák Jiří Ondráček II. Čároví: Stanislav Hnát Tomáš Brejcha |
| 32 | 32 | Střely                          | 26                                                                 | Rozhodčí: Daniel Pražák Jiří Ondráček II. Čároví: Stanislav Hnát Tomáš Brejcha |

| 23. září 2022 18:00 | HC Kometa Brno | 1 : 3 (1:1, 0:1, 0:1) | Rytíři Kladno | Winning Group Arena, Brno Návštěvnost: 6 635 |  |

| Zpráva                                            |                                                   |                 | |                                                                       |
| Marek Čiliak                                      | Marek Čiliak                                      | Brankáři        | Adam Brízgala | Rozhodčí: Jan Hribik Filip Vrba Čároví: Miroslav Lhotský Jiří Svoboda |
| Andrej Kollár (Eduard Šalé, Michal Gulaši) 07:49' | Andrej Kollár (Eduard Šalé, Michal Gulaši) 07:49' | 0:1 1:1 1:2 1:3 | 06:04' Ladislav Zikmund (Matěj Beran, Adam Brodecki) 33:12' Martin Procházka (Albert Michnáč, Jiří Ticháček) 59:12' Jakub Klepiš (do prázdné branky) | Rozhodčí: Jan Hribik Filip Vrba Čároví: Miroslav Lhotský Jiří Svoboda |
| 2 min                                             | 2 min                                             | Tresty          | 4 min | Rozhodčí: Jan Hribik Filip Vrba Čároví: Miroslav Lhotský Jiří Svoboda |
| 33                                                | 33                                                | Střely          | 26 | Rozhodčí: Jan Hribik Filip Vrba Čároví: Miroslav Lhotský Jiří Svoboda |

| 25. září 2022 16:00 | Bílí Tygři Liberec | 2 : 3 SN (0:0, 2:2, 0:0 — 0:0 — 0:1) | HC Kometa Brno | Home Credit Arena, Liberec Návštěvnost: 4 835 |  |

| Zpráva | |                                                            | |                                                                      |
| Daniel Král | Daniel Král | Brankáři                                                   | Dominik Furch | Rozhodčí: Tomáš Veselý Jakub Šindel Čároví: Tomáš Gerát Daniel Hynek |
| Lukáš Derner (Jakub Rychlovský, Jakub Dvořák) 22:52' Michal Bulíř (Uvis Janis Balinskis, Michael Frolík) 36:03' Michal Birner Oscar Flynn Petr Jelínek Tomáš Filippi | Lukáš Derner (Jakub Rychlovský, Jakub Dvořák) 22:52' Michal Bulíř (Uvis Janis Balinskis, Michael Frolík) 36:03' Michal Birner Oscar Flynn Petr Jelínek Tomáš Filippi | 0:1 1:1 2:1 2:2 Samostatné nájezdy 0:1 0:2 1:2 1:3 2:3 2:4 | 22:52' Luboš Horký (Petr Holík, Jan Ščotka) 39:04' Adam Zbořil (Radek Koblížek) Adam Zbořil Eduard Šalé Petr Holík Martin Zaťovič Luboš Horký | Rozhodčí: Tomáš Veselý Jakub Šindel Čároví: Tomáš Gerát Daniel Hynek |
| 4 min | 4 min | Tresty                                                     | 8 min | Rozhodčí: Tomáš Veselý Jakub Šindel Čároví: Tomáš Gerát Daniel Hynek |
| 57 | 57 | Střely                                                     | 18 | Rozhodčí: Tomáš Veselý Jakub Šindel Čároví: Tomáš Gerát Daniel Hynek |

| 27. září 2022 17:00 | HC Kometa Brno | 2 : 4 (1:1, 0:0, 1:3) | HC Oceláři Třinec | Winning Group Arena, Brno Návštěvnost: 5 247 |  |

| Zpráva                                                                                      |                                                                                             |                         | |                                                                       |
| Dominik Furch                                                                               | Dominik Furch                                                                               | Brankáři                | Marek Mazanec | Rozhodčí: Antonín Jeřábek Roman Mrkva Čároví: Vít Lederer Šimon Synek |
| Martin Zaťovič (Luboš Horký, Petr Holík) 08:51' Luboš Horký (Petr Holík, Jan Ščotka) 58:26' | Martin Zaťovič (Luboš Horký, Petr Holík) 08:51' Luboš Horký (Petr Holík, Jan Ščotka) 58:26' | 1:0 1:1 1:2 1:3 2:3 2:4 | 15:30' Marko Daňo (Martin Marinčin, Andrej Nestrašil) 41:50' Marko Daňo (Libor Hudáček, Jan Zahradníček) 47:36' Vladimír Svačina (Marko Daňo) 59:27' Martin Růžička (Milan Doudera, Daniel Voženílek (do prázdné branky)) | Rozhodčí: Antonín Jeřábek Roman Mrkva Čároví: Vít Lederer Šimon Synek |
| 6 min                                                                                       | 6 min                                                                                       | Tresty                  | 8 min | Rozhodčí: Antonín Jeřábek Roman Mrkva Čároví: Vít Lederer Šimon Synek |
| 22                                                                                          | 22                                                                                          | Střely                  | 24 | Rozhodčí: Antonín Jeřábek Roman Mrkva Čároví: Vít Lederer Šimon Synek |

| 30. září 2022 18:00 | HC Kometa Brno | 4 : 0 (1:0, 2:0, 1:0) | Mountfield HK | Winning Group Arena, Brno Návštěvnost: 5 412 |  |

| Zpráva | |                 |             |                                                                            |
| Marek Čiliak | Marek Čiliak | Brankáři        | Jan Růžička | Rozhodčí: Jiří Ondráček II. Daniel Pražák Čároví: Milan Kis Ladislav Lučan |
| Michal Gulaši (Jakub Flek, Petr Holík) 02:58' Luboš Horký (Martin Zaťovič, Petr Holík) 25:08' Martin Zaťovič (Jan Ščotka, Tomi Sallinen) 29:36' Luboš Horký (technický gól) 53:09' | Michal Gulaši (Jakub Flek, Petr Holík) 02:58' Luboš Horký (Martin Zaťovič, Petr Holík) 25:08' Martin Zaťovič (Jan Ščotka, Tomi Sallinen) 29:36' Luboš Horký (technický gól) 53:09' | 1:0 2:0 3:0 4:0 |             | Rozhodčí: Jiří Ondráček II. Daniel Pražák Čároví: Milan Kis Ladislav Lučan |
| 10 min | 10 min | Tresty          | 12 min      | Rozhodčí: Jiří Ondráček II. Daniel Pražák Čároví: Milan Kis Ladislav Lučan |
| 20 | 20 | Střely          | 59          | Rozhodčí: Jiří Ondráček II. Daniel Pražák Čároví: Milan Kis Ladislav Lučan |

| 2. října 2022 16:30 | HC Škoda Plzeň | 3 : 4 PP (2:1, 1:2, 0:0 — 0:1) | HC Kometa Brno | LogSpeed CZ Aréna, Plzeň Návštěvnost: 4 528 |  |

| Zpráva | |                             | |                                                                       |
| Miroslav Svoboda | Miroslav Svoboda | Brankáři                    | Marek Čiliak | Rozhodčí: Oldřich Hejduk Filip Vrba Čároví: Tomáš Brejcha Ondřej Malý |
| Tomáš Mertl (Petr Zámorský) 03:37' Aleksi Rekonen (Jan Schleiss, Petr Zámorský) 17:03' Kryštof Hrabík (Marek Baránek, Filip Suchý) 37:06' | Tomáš Mertl (Petr Zámorský) 03:37' Aleksi Rekonen (Jan Schleiss, Petr Zámorský) 17:03' Kryštof Hrabík (Marek Baránek, Filip Suchý) 37:06' | 0:1 1:1 2:1 2:2 2:3 3:3 3:4 | 03:00' Petr Holík (Tomáš Vincour, Martin Zaťovič) 28:25' Tomáš Vincour (Luboš Horký, Adam Zbořil) 36:04' Jakub Flek (Petr Holík, Luboš Horký) 62:47' Radek Koblížek (Tomi Sallinen) | Rozhodčí: Oldřich Hejduk Filip Vrba Čároví: Tomáš Brejcha Ondřej Malý |
| 8 min | 8 min | Tresty                      | 6 min | Rozhodčí: Oldřich Hejduk Filip Vrba Čároví: Tomáš Brejcha Ondřej Malý |
| 31 | 31 | Střely                      | 24 | Rozhodčí: Oldřich Hejduk Filip Vrba Čároví: Tomáš Brejcha Ondřej Malý |

| 7. října 2022 18:00 | HC Kometa Brno | 5 : 4 (1:0, 1:3, 3:1) | HC VERVA Litvínov | Winning Group Arena, Brno Návštěvnost: 5 546 |  |

| Zpráva | |                                     | |                                                                  |
| Marek Čiliak | Marek Čiliak | Brankáři                            | Šimon Zajíček Denis Godla | Rozhodčí: René Hradil Adam Kika Čároví: Michal Axman Šimon Synek |
| Luboš Horký (Petr Holík, Radek Kučeřík) 09:20' Tomáš Vincour (Petr Kratochvíl) 32:41' Eduard Šalé (Andrej Kollár, Adam Zbořil) 41:42' Kim Strömberg (Radek Koblížek) 42:32' Andrej Kollár Adam Zbořil) 44:38' | Luboš Horký (Petr Holík, Radek Kučeřík) 09:20' Tomáš Vincour (Petr Kratochvíl) 32:41' Eduard Šalé (Andrej Kollár, Adam Zbořil) 41:42' Kim Strömberg (Radek Koblížek) 42:32' Andrej Kollár Adam Zbořil) 44:38' | 1:0 1:1 2:1 2:2 2:3 3:3 4:3 4:4 5:4 | 31:06' Matúš Sukeľ (Šimon Stránský, Patrik Demel) 37:57' Nicolas Hlava (Marek Berka) 38:27' Giorgio Estephan (Patrik Zdráhal) 43:23' Michal Gut (Nicolas Hlava) | Rozhodčí: René Hradil Adam Kika Čároví: Michal Axman Šimon Synek |
| 6 min | 6 min | Tresty                              | 2 min | Rozhodčí: René Hradil Adam Kika Čároví: Michal Axman Šimon Synek |
| 25 | 25 | Střely                              | 26 | Rozhodčí: René Hradil Adam Kika Čároví: Michal Axman Šimon Synek |

| 9. října 2022 16:00 | BK Mladá Boleslav | 3 : 2 (0:0, 1:2, 2:0) | HC Kometa Brno | ŠKO-ENERGO Aréna, Mladá Boleslav Návštěvnost: 2 597 |  |

| Zpráva | |                     | |                                                                        |
| Filip Novotný | Filip Novotný | Brankáři            | Dominik Furch                                                                                        | Rozhodčí: Jan Hribik Tomáš Veselý Čároví: Lukáš Kajínek Ladislav Lučan |
| Radek Jeřábek (David Šťastný) 27:33' Pavel Kousal (Tomáš Šmerha, Pavel Pýcha) 45:08' Pavel Kousal (Pavel Pýcha, Pontus Aberg) 57:27' | Radek Jeřábek (David Šťastný) 27:33' Pavel Kousal (Tomáš Šmerha, Pavel Pýcha) 45:08' Pavel Kousal (Pavel Pýcha, Pontus Aberg) 57:27' | 0:1 0:2 1:2 2:2 3:2 | 21:24' Kim Strömberg (Radek Koblížek, Tomi Sallinen) 27:19' Eduard Šalé (Andrej Kollár, Adam Zbořil) | Rozhodčí: Jan Hribik Tomáš Veselý Čároví: Lukáš Kajínek Ladislav Lučan |
| 4 min | 4 min | Tresty              | 4 min                                                                                                | Rozhodčí: Jan Hribik Tomáš Veselý Čároví: Lukáš Kajínek Ladislav Lučan |
| 30 | 30 | Střely              | 21                                                                                                   | Rozhodčí: Jan Hribik Tomáš Veselý Čároví: Lukáš Kajínek Ladislav Lučan |

| 13. října 2022 18:00 | HC Kometa Brno | 4 : 3 PP (2:1, 1:2, 0:0 — 1:0) | HC Dynamo Pardubice | Winning Group Arena, Brno Návštěvnost: 6 125 |  |

| Zpráva | |                             | |                                                                     |
| Marek Čiliak | Marek Čiliak | Brankáři                    | Dominik Frodl Roman Will | Rozhodčí: Jan Hribik Daniel Pražák Čároví: Ladislav Lučan Milan Kis |
| Luboš Horký (Adam Zbořil, Petr Holík) 16:43' Petr Holík (Adam Zbořil) 17:12' Jakub Flek (TS) 24:39' Petr Holík (Martin Zaťovič, Adam Zbořil) 62:29' | Luboš Horký (Adam Zbořil, Petr Holík) 16:43' Petr Holík (Adam Zbořil) 17:12' Jakub Flek (TS) 24:39' Petr Holík (Martin Zaťovič, Adam Zbořil) 62:29' | 0:1 1:1 2:1 3:1 3:2 3:3 4:3 | 10:32' Robert Říčka (Jan Košťálek, David Cienciala) 25:40' Tomáš Zohorna (Robert Kousal, Lukáš Radil) 34:11' Lukáš Radil (Peter Čerešňák, Matej Paulovič) | Rozhodčí: Jan Hribik Daniel Pražák Čároví: Ladislav Lučan Milan Kis |
| 6 min | 6 min | Tresty                      | 10 min | Rozhodčí: Jan Hribik Daniel Pražák Čároví: Ladislav Lučan Milan Kis |
| 39 | 39 | Střely                      | 35 | Rozhodčí: Jan Hribik Daniel Pražák Čároví: Ladislav Lučan Milan Kis |

| 16. října 2022 17:00 | HC Olomouc | 2 : 3 (1:1, 1:2, 0:0) | HC Kometa Brno | Zimní stadion Olomouc, Olomouc Návštěvnost: 5 500 (vyprodáno) |  |

| Zpráva                                                                                 |                                                                                        |                     | |                                                                      |
| Branislav Konrád                                                                       | Branislav Konrád                                                                       | Brankáři            | Marek Čiliak | Rozhodčí: Roman Mrkva Pavel Obadal Čároví: Lukáš Rampír Michal Axman |
| Alex Rašner (David Škůrek, Michal Kunc) 15:15' Jiří Ondrušek (Branislav Konrád) 37:54' | Alex Rašner (David Škůrek, Michal Kunc) 15:15' Jiří Ondrušek (Branislav Konrád) 37:54' | 0:1 1:1 1:2 1:3 2:3 | 11:09' Andrej Kollár (Eduard Šalé) 25:18' Kim Strömberg (Marek Hrbas) 32:14' Jakub Flek (Tomi Sallinen, Kim Strömberg) | Rozhodčí: Roman Mrkva Pavel Obadal Čároví: Lukáš Rampír Michal Axman |
| 2 min                                                                                  | 2 min                                                                                  | Tresty              | 12 min | Rozhodčí: Roman Mrkva Pavel Obadal Čároví: Lukáš Rampír Michal Axman |
| 32                                                                                     | 32                                                                                     | Střely              | 25 | Rozhodčí: Roman Mrkva Pavel Obadal Čároví: Lukáš Rampír Michal Axman |

| 18. října 2022 17:00 | HC Kometa Brno | 2 : 1 (1:0, 0:0, 1:1) | HC VÍTKOVICE RIDERA | Winning Group Arena, Brno Návštěvnost: 5 819 |  |

| Zpráva                                                                                  |                                                                                         |             |                                                     |                                                                          |
| Dominik Furch                                                                           | Dominik Furch                                                                           | Brankáři    | Lukáš Klimeš                                        | Rozhodčí: Adam Kika Jiří Ondráček II. Čároví: Vít Komárek Stanislav Hnát |
| Radek Koblížek (Kim Strömberg, Tomi Sallinen) 09:43' Radek Koblížek (Jan Ščotka) 43:28' | Radek Koblížek (Kim Strömberg, Tomi Sallinen) 09:43' Radek Koblížek (Jan Ščotka) 43:28' | 1:0 2:0 2:1 | 51:05' Peter Krieger (Willie Raskob, Peter Mueller) | Rozhodčí: Adam Kika Jiří Ondráček II. Čároví: Vít Komárek Stanislav Hnát |
| 4 min                                                                                   | 4 min                                                                                   | Tresty      | 8 min                                               | Rozhodčí: Adam Kika Jiří Ondráček II. Čároví: Vít Komárek Stanislav Hnát |
| 25                                                                                      | 25                                                                                      | Střely      | 39                                                  | Rozhodčí: Adam Kika Jiří Ondráček II. Čároví: Vít Komárek Stanislav Hnát |

| 21. října 2022 18:30 | HC Sparta Praha | 2 : 3 (1:1, 0:2, 1:0) | HC Kometa Brno | O2 Aréna, Praha Návštěvnost: 13 111 |  |

| Zpráva                                                                     |                                                                            |                     | |                                                                   |
| Jakub Kovář                                                                | Jakub Kovář                                                                | Brankáři            | Dominik Furch | Rozhodčí: Robin Šír Pavel Obadal Čároví: Jakub Frodl Jiří Svoboda |
| Jakub Konečný (Michal Vitouch) 14:51' Martin Jandus (David Vitouch) 48:47' | Jakub Konečný (Michal Vitouch) 14:51' Martin Jandus (David Vitouch) 48:47' | 0:1 1:1 1:2 1:3 2:3 | 07:04' Luboš Horký (Jakub Flek, Petr Holík) 29:42' Adam Zbořil (Petr Kratochvíl) 35:11' Radek Koblížek (Dominik Furch) | Rozhodčí: Robin Šír Pavel Obadal Čároví: Jakub Frodl Jiří Svoboda |
| 2 min                                                                      | 2 min                                                                      | Tresty              | 10 min | Rozhodčí: Robin Šír Pavel Obadal Čároví: Jakub Frodl Jiří Svoboda |
| 38                                                                         | 38                                                                         | Střely              | 19 | Rozhodčí: Robin Šír Pavel Obadal Čároví: Jakub Frodl Jiří Svoboda |

#### 2. čtvrtina
| 23. října 2022 15:30 | HC Energie Karlovy Vary | 2 : 3 SN (1:0, 1:1, 0:1 — 0:0 — 0:1) | HC Kometa Brno | KV Arena, Karlovy Vary Návštěvnost: 3 529 |  |

| Zpráva | |                                                    | |                                                                   |
| Štěpán Lukeš | Štěpán Lukeš | Brankáři                                           | Dominik Furch | Rozhodčí: Jan Hribik Tomáš Veselý Čároví: Daniel Hynek Josef Špůr |
| Tomáš Rachůnek (Dávid Gríger, Tomáš Havlín) 14:50' Ondřej Beránek (Tomáš Rachůnek, Michal Plutnar) 35:18' Dávid Gríger Jiří Černoch Tomáš Rachůnek Petr Koblasa | Tomáš Rachůnek (Dávid Gríger, Tomáš Havlín) 14:50' Ondřej Beránek (Tomáš Rachůnek, Michal Plutnar) 35:18' Dávid Gríger Jiří Černoch Tomáš Rachůnek Petr Koblasa | 1:0 1:1 2:1 2:2 Samostatné nájezdy 0:0 0:1 0:2 0:2 | 31:49' Adam Zbořil (Tomáš Kundrátek, Petr Holík) 58:04' Tomáš Kundrátek (Adam Zbořil, Petr Holík) Adam Zbořil Eduard Šalé Petr Holík Martin Zaťovič | Rozhodčí: Jan Hribik Tomáš Veselý Čároví: Daniel Hynek Josef Špůr |
| 6 min | 6 min | Tresty                                             | 6 min | Rozhodčí: Jan Hribik Tomáš Veselý Čároví: Daniel Hynek Josef Špůr |
| 29 | 29 | Střely                                             | 28 | Rozhodčí: Jan Hribik Tomáš Veselý Čároví: Daniel Hynek Josef Špůr |

| 28. října 2022 17:00 | HC Kometa Brno | 3 : 0 (2:0, 1:0, 0:0) | HC Motor České Budějovice | Winning Group Arena, Brno Návštěvnost: 7 261 |  |

| Zpráva | |             |            |                                                                        |
| Dominik Furch | Dominik Furch | Brankáři    | Jan Strmeň | Rozhodčí: Oldřich Hejduk Pavel Obadal Čároví: Michal Axman Vít Lederer |
| Radek Koblížek (Petr Holík, Jakub Flek) 02:50' Martin Zaťovič (Adam Zbořil, Petr Holík) 16:59' Jakub Flek (Petr Holík, Radek Koblížek) 37:19' | Radek Koblížek (Petr Holík, Jakub Flek) 02:50' Martin Zaťovič (Adam Zbořil, Petr Holík) 16:59' Jakub Flek (Petr Holík, Radek Koblížek) 37:19' | 1:0 2:0 3:0 |            | Rozhodčí: Oldřich Hejduk Pavel Obadal Čároví: Michal Axman Vít Lederer |
| 6 min | 6 min | Tresty      | 6 min      | Rozhodčí: Oldřich Hejduk Pavel Obadal Čároví: Michal Axman Vít Lederer |
| 23 | 23 | Střely      | 43         | Rozhodčí: Oldřich Hejduk Pavel Obadal Čároví: Michal Axman Vít Lederer |

| 30. října 2022 16:00 | Rytíři Kladno | 3 : 5 (1:1, 1:2, 1:2) | HC Kometa Brno | ČEZ stadion Kladno, Kladno Návštěvnost: 3 703 |  |

| Zpráva | |                                 | |                                                                  |
| Landon Bow | Landon Bow | Brankáři                        | Dominik Furch | Rozhodčí: Petr Úlehla Adam Kika Čároví: Jakub Frodl Petr Šimánek |
| Miroslav Indrák (Antonín Melka, Jake Dotchin) 07:48' Martin Procházka (Jake Dotchin, Tomáš Plekanec) 31:54' Jake Dotchin (Ondřej Slováček, Ladislav Zikmund) 49:37' | Miroslav Indrák (Antonín Melka, Jake Dotchin) 07:48' Martin Procházka (Jake Dotchin, Tomáš Plekanec) 31:54' Jake Dotchin (Ondřej Slováček, Ladislav Zikmund) 49:37' | 1:0 1:1 1:2 2:2 2:3 2:4 3:4 3:5 | 18:51' Petr Holík (Tomáš Vincour) 29:26' Jan Dufek (Petr Kratochvíl, Rhett Holland) 32:47' Jakub Flek (Tomáš Kundrátek, Marek Hrbas) 43:14' Radek Koblížek (Petr Holík) 59:18' Rhett Holland (do prázdné branky) | Rozhodčí: Petr Úlehla Adam Kika Čároví: Jakub Frodl Petr Šimánek |
| 4 min | 4 min | Tresty                          | 6 min | Rozhodčí: Petr Úlehla Adam Kika Čároví: Jakub Frodl Petr Šimánek |
| 22 | 22 | Střely                          | 31 | Rozhodčí: Petr Úlehla Adam Kika Čároví: Jakub Frodl Petr Šimánek |

| 22. listopadu 2022 18:00 | HC Kometa Brno | 0 : 5 (0:1, 0:3, 0:1) | Bílí Tygři Liberec | Winning Group Arena, Brno Návštěvnost: 6 378 |  |

| Zpráva                     |                            |                     | |                                                                       |
| Dominik Furch Marek Čiliak | Dominik Furch Marek Čiliak | Brankáři            | Jakub Neužil | Rozhodčí: Roman Mrkva Jiří Ondráček Čároví: Jiří Gebauer Lukáš Rampír |
|                            |                            | 0:1 0:2 0:3 0:4 0:5 | 10:22' T.J. Melancon (Uvis Janis Balinskis, Michal Bulíř) 24:52' Jan Ordoš (Tomáš Filippi, Michal Birner) 28:24' Jan Šír (Lukáš Derner, Petr Jelínek) 34:24' Jan Ordoš (TS) 49:03' Jan Ordoš (Michal Birner) | Rozhodčí: Roman Mrkva Jiří Ondráček Čároví: Jiří Gebauer Lukáš Rampír |
| 2 min                      | 2 min                      | Tresty              | 27 min | Rozhodčí: Roman Mrkva Jiří Ondráček Čároví: Jiří Gebauer Lukáš Rampír |
| 32                         | 32                         | Střely              | 25 | Rozhodčí: Roman Mrkva Jiří Ondráček Čároví: Jiří Gebauer Lukáš Rampír |

| 13. ledna 2023 18:30 | HC Oceláři Třinec | 6 : 1 (1:0, 3:0, 2:1) | HC Kometa Brno | Tehelné pole, Bratislava Návštěvnost: 11 367 |  |

| Zpráva | |                             |                              |                                                                         |
| Ondřej Kacetl | Ondřej Kacetl | Brankáři                    | Dominik Furch                | Rozhodčí: Peter Stano Antonín Jeřábek Čároví: Vít Lederer Marek Hlavatý |
| Marko Daňo (Libor Hudáček, Andrej Nestrašil) 07:18' Vladimír Dravecký (Patrik Hrehorčák, Aron Chmielewski) 26:42' Marko Daňo (Tomáš Marcinko, Andrej Nestrašil) 32:35' Andrej Nestrašil (Jakub Jeřábek, Libor Hudáček) 38:37' Libor Hudáček (Daniel Voženílek, Erik Hrňa) 46:05' Daniel Voženílek (Martin Marinčin, Libor Hudáček) 49:55' | Marko Daňo (Libor Hudáček, Andrej Nestrašil) 07:18' Vladimír Dravecký (Patrik Hrehorčák, Aron Chmielewski) 26:42' Marko Daňo (Tomáš Marcinko, Andrej Nestrašil) 32:35' Andrej Nestrašil (Jakub Jeřábek, Libor Hudáček) 38:37' Libor Hudáček (Daniel Voženílek, Erik Hrňa) 46:05' Daniel Voženílek (Martin Marinčin, Libor Hudáček) 49:55' | 1:0 2:0 3:0 4:0 4:1 5:1 6:1 | 49:55' Jan Süss (Jan Ščotka) | Rozhodčí: Peter Stano Antonín Jeřábek Čároví: Vít Lederer Marek Hlavatý |
| 4 min | 4 min | Tresty                      | 8 min                        | Rozhodčí: Peter Stano Antonín Jeřábek Čároví: Vít Lederer Marek Hlavatý |
| 27 | 27 | Střely                      | 32                           | Rozhodčí: Peter Stano Antonín Jeřábek Čároví: Vít Lederer Marek Hlavatý |

| 6. listopadu 2022 16:00 | Mountfield HK | 5 : 1 (1:0, 1:0, 3:1) | HC Kometa Brno | ČPP aréna, Hradec Králové Návštěvnost: 3 703 |  |

| Zpráva | |                         |                                              |                                                                         |
| Henri Kiviaho | Henri Kiviaho | Brankáři                | Dominik Furch                                | Rozhodčí: Oldřich Hejduk Luděk Pilný Čároví: Jiří Ondráček Daniel Hynek |
| Jakub Lev (Chrisophe Lalancette, Jeremie Blain) 01:25' Aleš Jergl (Chrisophe Lalancette, Filip Pavlík) 35:51' Oliver Okuliar (Filip Pavlík) 42:07' Chrisophe Lalancette (Radek Smoleňák) 48:58' Aleš Jergl (Jeremie Blain, Jakub Lev) 58:45' | Jakub Lev (Chrisophe Lalancette, Jeremie Blain) 01:25' Aleš Jergl (Chrisophe Lalancette, Filip Pavlík) 35:51' Oliver Okuliar (Filip Pavlík) 42:07' Chrisophe Lalancette (Radek Smoleňák) 48:58' Aleš Jergl (Jeremie Blain, Jakub Lev) 58:45' | 1:0 2:0 3:0 3:1 4:1 5:1 | 46:03' Jakub Flek (Petr Holík, Marek Ďaloga) | Rozhodčí: Oldřich Hejduk Luděk Pilný Čároví: Jiří Ondráček Daniel Hynek |
| 8 min | 8 min | Tresty                  | 14 min                                       | Rozhodčí: Oldřich Hejduk Luděk Pilný Čároví: Jiří Ondráček Daniel Hynek |
| 39 | 39 | Střely                  | 17                                           | Rozhodčí: Oldřich Hejduk Luděk Pilný Čároví: Jiří Ondráček Daniel Hynek |

| 18. listopadu 2022 18:00 | HC Kometa Brno | 3 : 1 (0:1, 1:0, 2:0) | HC Škoda Plzeň | Winning Group Arena, Brno Návštěvnost: 7 079 |  |

| Zpráva | |                 |                                      |                                                                    |
| Dominik Furch | Dominik Furch | Brankáři        | Dominik Pavlát                       | Rozhodčí: Peter Stano Filip Vrba Čároví: Marek Hlavatý Vít Lederer |
| Luboš Horký (Petr Holík, Adam Zbořil) 23:53' Tomáš Kundrátek (Adam Zbořil, Petr Holík) 47:08' Radek Koblížek (Jan Ščotka) 56:42' | Luboš Horký (Petr Holík, Adam Zbořil) 23:53' Tomáš Kundrátek (Adam Zbořil, Petr Holík) 47:08' Radek Koblížek (Jan Ščotka) 56:42' | 0:1 1:1 2:1 3:1 | 17:44' Filip Suchý (Sebastián Malát) | Rozhodčí: Peter Stano Filip Vrba Čároví: Marek Hlavatý Vít Lederer |
| 4 min | 4 min | Tresty          | 10 min                               | Rozhodčí: Peter Stano Filip Vrba Čároví: Marek Hlavatý Vít Lederer |
| 22 | 22 | Střely          | 23                                   | Rozhodčí: Peter Stano Filip Vrba Čároví: Marek Hlavatý Vít Lederer |

| 20. listopadu 2022 15:30 | HC VERVA Litvínov | 5 : 1 (2:0, 1:0, 2:1) | HC Kometa Brno | Zimní stadion Ivana Hlinky, Litvínov Návštěvnost: 4 009 |  |

| Zpráva | |                         |                                                |                                                                  |
| Denis Godla | Denis Godla | Brankáři                | Dominik Furch Marek Čiliak                     | Rozhodčí: Jan Hribik Lukáš Květoň Čároví: Tomáš Gerát Josef Špůr |
| Andrej Kudrna (Jindřich Abdul) 00:16' Patrik Zdráhal (Jan Strejček, Šimon Stránský) 00:54' Matúš Sukeľ (Joshua Jared Wesley, Patrik Demel) 23:55' Giorgio Estephan (Andrej Kudrna, Jindřich Abdul) 43:52' Giorgio Estephan (Janis Jaks, Šimon Stránský) 47:52' | Andrej Kudrna (Jindřich Abdul) 00:16' Patrik Zdráhal (Jan Strejček, Šimon Stránský) 00:54' Matúš Sukeľ (Joshua Jared Wesley, Patrik Demel) 23:55' Giorgio Estephan (Andrej Kudrna, Jindřich Abdul) 43:52' Giorgio Estephan (Janis Jaks, Šimon Stránský) 47:52' | 1:0 2:0 3:0 4:0 5:0 5:1 | 55:09' Jan Süss (Tomáš Vincour, Tomi Sallinen) | Rozhodčí: Jan Hribik Lukáš Květoň Čároví: Tomáš Gerát Josef Špůr |
| 6 min | 6 min | Tresty                  | 12 min                                         | Rozhodčí: Jan Hribik Lukáš Květoň Čároví: Tomáš Gerát Josef Špůr |
| 35 | 35 | Střely                  | 28                                             | Rozhodčí: Jan Hribik Lukáš Květoň Čároví: Tomáš Gerát Josef Špůr |

| 25. listopadu 2022 18:00 | HC Kometa Brno | 1 : 3 (1:0, 0:2, 0:1) | BK Mladá Boleslav | Winning Group Arena, Brno Návštěvnost: 6 031 |  |

| Zpráva                                                |                                                       |                 | |                                                                         |
| Marek Čiliak (od 41. minuty) Dominik Furch            | Marek Čiliak (od 41. minuty) Dominik Furch            | Brankáři        | Gašper Krošelj | Rozhodčí: Daniel Pražák Pavel Obadal Čároví: Marek Hlavatý Michal Axman |
| Kim Strömberg (Radek Koblížek, Martin Zaťovič) 04:47' | Kim Strömberg (Radek Koblížek, Martin Zaťovič) 04:47' | 1:0 1:1 1:2 1:3 | 25:53' Martin Beránek (Tomáš Fořt) 39:25' Pavel Kousal (Matěj Stříteský) 58:26' Ondřej Najman (Róbert Lantoši, Pontus Aberg, do prázdné branky) | Rozhodčí: Daniel Pražák Pavel Obadal Čároví: Marek Hlavatý Michal Axman |
| 2 min                                                 | 2 min                                                 | Tresty          | 6 min | Rozhodčí: Daniel Pražák Pavel Obadal Čároví: Marek Hlavatý Michal Axman |
| 34                                                    | 34                                                    | Střely          | 39 | Rozhodčí: Daniel Pražák Pavel Obadal Čároví: Marek Hlavatý Michal Axman |

| 27. listopadu 2022 17:00 | HC Dynamo Pardubice | 4 : 3 SN (0:1, 1:2, 2:0 — 0:0 — 1:0) | HC Kometa Brno | Enteria arena Pardubice, Pardubice Návštěvnost: 10 194 (vyprodáno) |  |

| Zpráva | |                                                                    | |                                                                        |
| Dominik Frodl | Dominik Frodl | Brankáři                                                           | Marek Čiliak (od 4. nájezdu) Dominik Furch | Rozhodčí: Antonín Jeřábek Luděk Pilný Čároví: Daniel Hynek Michal Zíka |
| Adam Musil (Ondřej Vála) 24:54' Robert Říčka (Tomáš Zohorna) 58:59' Adam Musil (Lukáš Radil, Robert Říčka) 59:37' Patrik Poulíček Robert Kousal Tomáš Zohorna Matej Paulovič David Cienciala | Adam Musil (Ondřej Vála) 24:54' Robert Říčka (Tomáš Zohorna) 58:59' Adam Musil (Lukáš Radil, Robert Říčka) 59:37' Patrik Poulíček Robert Kousal Tomáš Zohorna Matej Paulovič David Cienciala | 0:1 1:1 1:2 1:3 2:3 3:3 Samostatné nájezdy 1:0 1:1 2:1 3:1 3:2 4:2 | 10:55' Jakub Flek (Luboš Horký) 26:49' Luboš Horký (Tomáš Kundrátek, Petr Holík) 28:04' Jakub Flek (Petr Holík, Luboš Horký) Adam Zbořil Eduard Šalé Petr Holík Martin Zaťovič | Rozhodčí: Antonín Jeřábek Luděk Pilný Čároví: Daniel Hynek Michal Zíka |
| 6 min | 6 min | Tresty                                                             | 4 min | Rozhodčí: Antonín Jeřábek Luděk Pilný Čároví: Daniel Hynek Michal Zíka |
| 43 | 43 | Střely                                                             | 27 | Rozhodčí: Antonín Jeřábek Luděk Pilný Čároví: Daniel Hynek Michal Zíka |

| 29. listopadu 2022 18:00 | HC Kometa Brno | 1 : 0 SN (0:0, 0:0, 0:0 — 0:0 — 1:0) | HC Olomouc | Winning Group Arena, Brno Návštěvnost: 5 956 |  |

| Zpráva                                                        |                                                               |                            |                                                               |                                                                       |
| Dominik Furch                                                 | Dominik Furch                                                 | Brankáři                   | Jan Lukáš                                                     | Rozhodčí: Zbyněk Kubičík Peter Stano Čároví: Lukáš Rampír Šimon Synek |
| Adam Zbořil Luboš Horký Petr Holík Eduard Šalé Radek Koblížek | Adam Zbořil Luboš Horký Petr Holík Eduard Šalé Radek Koblížek | Samostatné nájezdy 0:0 1:0 | Jan Knotek Lukáš Nahodil Jan Káňa Jakub Navrátil Karel Plášek | Rozhodčí: Zbyněk Kubičík Peter Stano Čároví: Lukáš Rampír Šimon Synek |
| 2 min                                                         | 2 min                                                         | Tresty                     | 6 min                                                         | Rozhodčí: Zbyněk Kubičík Peter Stano Čároví: Lukáš Rampír Šimon Synek |
| 26                                                            | 26                                                            | Střely                     | 27                                                            | Rozhodčí: Zbyněk Kubičík Peter Stano Čároví: Lukáš Rampír Šimon Synek |

| 2. prosince 2022 17:30 | HC VÍTKOVICE RIDERA | 4 : 1 (2:1, 1:0, 1:0) | HC Kometa Brno | Ostravar Aréna, Ostrava Návštěvnost: 7 169 |  |

| Zpráva | |                     |                                       |                                                                          |
| Aleš Stezka | Aleš Stezka | Brankáři            | Marek Čiliak                          | Rozhodčí: Oldřich Hejduk Filip Vrba Čároví: Vladimír Rožánek Vít Lederer |
| Lukáš Krenželok (Jan Bernovský, Rostislav Marosz) 02:15' Petr Fridrich (Dominik Lakatoš, Mario Grman) 11:59' Roberts Bukarts TS 37:33' Peter Mueller (Roberts Bukarts, do prázdné branky) 59:47' | Lukáš Krenželok (Jan Bernovský, Rostislav Marosz) 02:15' Petr Fridrich (Dominik Lakatoš, Mario Grman) 11:59' Roberts Bukarts TS 37:33' Peter Mueller (Roberts Bukarts, do prázdné branky) 59:47' | 1:0 1:1 2:1 3:1 4:1 | 03:26' Kim Strömberg (Radek Koblížek) | Rozhodčí: Oldřich Hejduk Filip Vrba Čároví: Vladimír Rožánek Vít Lederer |
| 6 min | 6 min | Tresty              | 6 min                                 | Rozhodčí: Oldřich Hejduk Filip Vrba Čároví: Vladimír Rožánek Vít Lederer |
| 37 | 37 | Střely              | 23                                    | Rozhodčí: Oldřich Hejduk Filip Vrba Čároví: Vladimír Rožánek Vít Lederer |

| 4. prosince 2022 17:00 | HC Kometa Brno | 2 : 6 (1:2, 1:1, 0:3) | HC Sparta Praha | Winning Group Arena, Brno Návštěvnost: 7 700 (vyprodáno) |  |

| Zpráva                                                                          |                                                                                 |                                 | |                                                                       |
| Dominik Furch (od 25. minuty) Marek Čiliak                                      | Dominik Furch (od 25. minuty) Marek Čiliak                                      | Brankáři                        | Josef Kořenář | Rozhodčí: Roman Mrkva Daniel Pražák Čároví: Jiří Gebauer Michal Axman |
| Kim Strömberg (Luboš Horký) 03:54' Luboš Horký (Adam Zbořil, Petr Holík) 34:10' | Kim Strömberg (Luboš Horký) 03:54' Luboš Horký (Adam Zbořil, Petr Holík) 34:10' | 0:1 1:1 1:2 1:3 2:3 2:4 2:5 2:6 | 00:43' David Tomášek (Erik Thorell) 10:37' Martin Jandus (David Tomášek, Roman Horák) 24:11' David Dvořáček (Jan Buchtele, David Vitouch) 43:00' Ostap Safin (Jakub Konečný, Adam Polášek) 48:54' Roman Horák (David Tomášek, Erik Thorell) 51:00' Jakub Konečný (Ostap Safin) | Rozhodčí: Roman Mrkva Daniel Pražák Čároví: Jiří Gebauer Michal Axman |
| 14 min                                                                          | 14 min                                                                          | Tresty                          | 16 min | Rozhodčí: Roman Mrkva Daniel Pražák Čároví: Jiří Gebauer Michal Axman |
| 23                                                                              | 23                                                                              | Střely                          | 28 | Rozhodčí: Roman Mrkva Daniel Pražák Čároví: Jiří Gebauer Michal Axman |

#### 3. čtvrtina
| 9. prosince 2022 18:00 | HC Kometa Brno | 2 : 3 (0:0, 1:1, 1:2) | HC Energie Karlovy Vary | Winning Group Arena, Brno Návštěvnost: 5 012 |  |

| Zpráva                                                                                           |                                                                                                  |                     | |                                                                      |
| Dominik Furch                                                                                    | Dominik Furch                                                                                    | Brankáři            | Vladislav Habal | Rozhodčí: Jiří Ondráček Robin Šír Čároví: Jiří Gebauer Marek Hlavatý |
| Jakub Flek (Martin Zaťovič, Radek Kučeřík) 34:36' Andrej Kollár (Adam Zbořil, Petr Holík) 34:10' | Jakub Flek (Martin Zaťovič, Radek Kučeřík) 34:36' Andrej Kollár (Adam Zbořil, Petr Holík) 34:10' | 0:1 1:1 2:1 2:2 2:3 | 28:31' Ondřej Beránek (Tomáš Redlich, Vít Jiskra) 49:25' Filip Koffer (Dávid Gríger, Tomáš Rachůnek) 52:53' Ondřej Beránek (Vít Jiskra) | Rozhodčí: Jiří Ondráček Robin Šír Čároví: Jiří Gebauer Marek Hlavatý |
| 6 min                                                                                            | 6 min                                                                                            | Tresty              | 4 min | Rozhodčí: Jiří Ondráček Robin Šír Čároví: Jiří Gebauer Marek Hlavatý |
| 26                                                                                               | 26                                                                                               | Střely              | 30 | Rozhodčí: Jiří Ondráček Robin Šír Čároví: Jiří Gebauer Marek Hlavatý |

| 11. prosince 2022 17:20 | HC Motor České Budějovice | 3 : 1 (0:1, 2:0, 1:0) | HC Kometa Brno | Budvar aréna, České Budějovice Návštěvnost: 5 485 |  |

| Zpráva | |                 |                                               |                                                                   |
| Dominik Hrachovina                                                                                                | Dominik Hrachovina                                                                                                | Brankáři        | Dominik Furch                                 | Rozhodčí: Jan Hribik Luděk Pilný Čároví: Jiří Ondráček Josef Špůr |
| Milan Gulaš (Lukáš Pech) 23:50' Martin Hanzl (Jakub Strnad) 35:21' Daniel Gazda (Martin Hanzl, Lukáš Pech) 50:54' | Milan Gulaš (Lukáš Pech) 23:50' Martin Hanzl (Jakub Strnad) 35:21' Daniel Gazda (Martin Hanzl, Lukáš Pech) 50:54' | 0:1 1:1 2:1 3:1 | 04:55' Luboš Horký (Marek Ďaloga, Petr Holík) | Rozhodčí: Jan Hribik Luděk Pilný Čároví: Jiří Ondráček Josef Špůr |
| 4 min | 4 min | Tresty          | 6 min                                         | Rozhodčí: Jan Hribik Luděk Pilný Čároví: Jiří Ondráček Josef Špůr |
| 19 | 19 | Střely          | 27                                            | Rozhodčí: Jan Hribik Luděk Pilný Čároví: Jiří Ondráček Josef Špůr |

| 20. prosince 2022 18:00 | HC Kometa Brno | 3 : 2 PP (1:1, 1:0, 0:1 — 1:0) | Rytíři Kladno | Winning Group Arena, Brno Návštěvnost: 5 754 |  |

| Zpráva | |                     | |                                                                        |
| Dominik Furch                                                                                               | Dominik Furch                                                                                               | Brankáři            | Landon Bow                                                                                                 | Rozhodčí: Antonín Jeřábek René Hradil Čároví: Šimon Synek Michal Axman |
| Luboš Horký (Jakub Flek, Petr Holík) 08:52' Petr Holík (Adam Zbořil) 37:17' Petr Holík (Luboš Horký) 62:10' | Luboš Horký (Jakub Flek, Petr Holík) 08:52' Petr Holík (Adam Zbořil) 37:17' Petr Holík (Luboš Horký) 62:10' | 0:1 1:1 2:1 2:2 3:2 | 07:28' Adam Kubík (Tomáš Plekanec, Oskars Cibuļskis) 41:36' Matyáš Filip (Kristaps Sotnieks, Jaromír Jágr) | Rozhodčí: Antonín Jeřábek René Hradil Čároví: Šimon Synek Michal Axman |
| 4 min | 4 min | Tresty              | 2 min | Rozhodčí: Antonín Jeřábek René Hradil Čároví: Šimon Synek Michal Axman |
| 33 | 33 | Střely              | 28 | Rozhodčí: Antonín Jeřábek René Hradil Čároví: Šimon Synek Michal Axman |

| 22. prosince 2022 18:00 | Bílí Tygři Liberec | 2 : 1 (1:1, 1:0, 0:0) | HC Kometa Brno | Home Credit Arena, Liberec Návštěvnost: 4 770 |  |

| Zpráva                                                                                           |                                                                                                  |             |                                            |                                                                        |
| Petr Kváča                                                                                       | Petr Kváča                                                                                       | Brankáři    | Dominik Furch                              | Rozhodčí: Oldřich Hejduk Filip Vrba Čároví: Lukáš Kajínek Daniel Hynek |
| Lukáš Derner (Adam Najman, Oscar Flynn) 04:14' Oscar Flynn (Michael Frolík, Lukáš Derner) 28:27' | Lukáš Derner (Adam Najman, Oscar Flynn) 04:14' Oscar Flynn (Michael Frolík, Lukáš Derner) 28:27' | 1:0 1:1 2:1 | 19:44' Jan Ščotka (Petr Holík, Jakub Flek) | Rozhodčí: Oldřich Hejduk Filip Vrba Čároví: Lukáš Kajínek Daniel Hynek |
| 4 min                                                                                            | 4 min                                                                                            | Tresty      | 8 min                                      | Rozhodčí: Oldřich Hejduk Filip Vrba Čároví: Lukáš Kajínek Daniel Hynek |
| 38                                                                                               | 38                                                                                               | Střely      | 19                                         | Rozhodčí: Oldřich Hejduk Filip Vrba Čároví: Lukáš Kajínek Daniel Hynek |

| 26. prosince 2022 17:00 | HC Oceláři Třinec | 7 : 2 (3:0, 3:1, 1:1) | HC Kometa Brno | Werk Arena, Třinec Návštěvnost: 4 491 |  |

| Zpráva | |                                     |                                                                                          |                                                                        |
| Marek Mazanec | Marek Mazanec | Brankáři                            | Dominik Furch (od 21. minuty) Marek Čiliak                                               | Rozhodčí: Robin Šír Pavel Obadal Čároví: Jiří Gebauer Vladimír Rožánek |
| Miloš Roman (Patrik Hrehorčák, Milan Doudera) 07:30' Martin Růžička (Marko Daňo, Andrej Nestrašil) 14:17' Andrej Nestrašil (Martin Růžička) 19:59' Daniel Voženílek (Tomáš Marcinko, Jakub Jeřábek) 23:36' Marko Daňo (Tomáš Marcinko, Andrej Nestrašil) 28:27' Tomáš Marcinko (Martin Růžička, Jakub Jeřábek) 38:08' Samuel Buček (Vladimír Dravecký, Daniel Kurovský) 44:54' | Miloš Roman (Patrik Hrehorčák, Milan Doudera) 07:30' Martin Růžička (Marko Daňo, Andrej Nestrašil) 14:17' Andrej Nestrašil (Martin Růžička) 19:59' Daniel Voženílek (Tomáš Marcinko, Jakub Jeřábek) 23:36' Marko Daňo (Tomáš Marcinko, Andrej Nestrašil) 28:27' Tomáš Marcinko (Martin Růžička, Jakub Jeřábek) 38:08' Samuel Buček (Vladimír Dravecký, Daniel Kurovský) 44:54' | 1:0 2:0 3:0 4:0 4:1 5:1 6:1 7:1 7:2 | 27:20' Radek Koblížek (Radek Kučeřík) 57:31' Jan Süss (Petr Kratochvíl, Tomáš Kundrátek) | Rozhodčí: Robin Šír Pavel Obadal Čároví: Jiří Gebauer Vladimír Rožánek |
| 6 min | 6 min | Tresty                              | 12 min                                                                                   | Rozhodčí: Robin Šír Pavel Obadal Čároví: Jiří Gebauer Vladimír Rožánek |
| 36 | 36 | Střely                              | 18                                                                                       | Rozhodčí: Robin Šír Pavel Obadal Čároví: Jiří Gebauer Vladimír Rožánek |

| 28. prosince 2022 18:00 | HC Kometa Brno | 2 : 3 PP (0:0, 1:0, 1:2 — 0:1) | Mountfield HK | Winning Group Arena, Brno Návštěvnost: 6 446 |  |

| Zpráva                                                              |                                                                     |                     | |                                                                  |
| Marek Čiliak                                                        | Marek Čiliak                                                        | Brankáři            | Henri Kiviaho | Rozhodčí: Peter Stano Robin Šír Čároví: Michal Axman Šimon Synek |
| Petr Holík (Tomáš Kundrátek) 39:27' Luboš Horký (Jakub Flek) 48:15' | Petr Holík (Tomáš Kundrátek) 39:27' Luboš Horký (Jakub Flek) 48:15' | 1:0 1:1 2:1 2:2 2:3 | 47:34' Aleš Jergl (Christophe Lalancette, Jordann Perret) 59:36' Lukáš Cingeľ (Christophe Lalancette, Jakub Lev) 63:31' Lukáš Cingeľ (Filip Pavlík, Jakub Lev) | Rozhodčí: Peter Stano Robin Šír Čároví: Michal Axman Šimon Synek |
| 6 min                                                               | 6 min                                                               | Tresty              | 8 min | Rozhodčí: Peter Stano Robin Šír Čároví: Michal Axman Šimon Synek |
| 25                                                                  | 25                                                                  | Střely              | 36 | Rozhodčí: Peter Stano Robin Šír Čároví: Michal Axman Šimon Synek |

| 30. prosince 2022 17:30 | HC Škoda Plzeň | 5 : 2 (0:2, 2:0, 3:0) | HC Kometa Brno | LogSpeed CZ Aréna, Plzeň Návštěvnost: 5 583 |  |

| Zpráva | |                             |                                                                                   |                                                                        |
| Dominik Pavlát | Dominik Pavlát | Brankáři                    | Dominik Furch                                                                     | Rozhodčí: Antonín Jeřábek Matěj Sýkora Čároví: Vít Komárek Tomáš Gerát |
| Jan Schleiss (Aleksi Rekonen, Petr Zámorský) 27:47' Tomáš Mertl (Aleksi Rekonen, Petr Zámorský) 32:41' Tomáš Mertl (Vladimír Kremláček, Martin Lang) 41:45' Petr Kodýtek (Jan Schleiss) 52:09' Petr Kodýtek (Kryštof Hrabík, Adam Dvořák, do prázdné branky) 32:41' | Jan Schleiss (Aleksi Rekonen, Petr Zámorský) 27:47' Tomáš Mertl (Aleksi Rekonen, Petr Zámorský) 32:41' Tomáš Mertl (Vladimír Kremláček, Martin Lang) 41:45' Petr Kodýtek (Jan Schleiss) 52:09' Petr Kodýtek (Kryštof Hrabík, Adam Dvořák, do prázdné branky) 32:41' | 0:1 0:2 1:2 2:2 3:2 4:2 5:2 | 09:19' Luboš Horký (Petr Holík) 18:00' Radek Koblížek (Radek Kučeřík, Jakub Flek) | Rozhodčí: Antonín Jeřábek Matěj Sýkora Čároví: Vít Komárek Tomáš Gerát |
| 2 min | 2 min | Tresty                      | 2 min                                                                             | Rozhodčí: Antonín Jeřábek Matěj Sýkora Čároví: Vít Komárek Tomáš Gerát |
| 22 | 22 | Střely                      | 23                                                                                | Rozhodčí: Antonín Jeřábek Matěj Sýkora Čároví: Vít Komárek Tomáš Gerát |

| 3. ledna 2023 18:00 | HC Kometa Brno | 3 : 1 (0:0, 0:0, 3:1) | HC VERVA Litvínov | Winning Group Arena, Brno Návštěvnost: 5 098 |  |

| Zpráva | |                 |                                                     |                                                                             |
| Marek Čiliak | Marek Čiliak | Brankáři        | Šimon Zajíček                                       | Rozhodčí: Oldřich Hejduk Jiří Ondráček Čároví: Vít Lederer Vladimír Rožánek |
| Tomáš Kundrátek (Adam Zbořil, Petr Holík) 48:16' Kristián Pospíšil (Kim Strömberg) 49:16' Kristián Pospíšil (Tomáš Kundrátek, do prázdné branky) 58:18' | Tomáš Kundrátek (Adam Zbořil, Petr Holík) 48:16' Kristián Pospíšil (Kim Strömberg) 49:16' Kristián Pospíšil (Tomáš Kundrátek, do prázdné branky) 58:18' | 0:1 1:1 2:1 3:1 | 44:47' Patrik Zdráhal (Denis Zeman, Šimon Stránský) | Rozhodčí: Oldřich Hejduk Jiří Ondráček Čároví: Vít Lederer Vladimír Rožánek |
| 13 min | 13 min | Tresty          | 13 min                                              | Rozhodčí: Oldřich Hejduk Jiří Ondráček Čároví: Vít Lederer Vladimír Rožánek |
| 33 | 33 | Střely          | 18                                                  | Rozhodčí: Oldřich Hejduk Jiří Ondráček Čároví: Vít Lederer Vladimír Rožánek |

| 6. ledna 2023 17:30 | BK Mladá Boleslav | 7 : 3 (3:2, 2:1, 2:0) | HC Kometa Brno | ŠKOENERGO ARÉNA, Mladá Boleslav Návštěvnost: 3 522 |  |

| Zpráva | |                                         | |                                                                     |
| Filip Novotný | Filip Novotný | Brankáři                                | Marek Čiliak | Rozhodčí: Roman Mrkva Petr Úlehla Čároví: Jiří Svoboda Daniel Hynek |
| Ondřej Najman (Alex Lintuniemi, Róbert Lantoši) 10:34' Tomáš Fořt (Pavel Pýcha, David Šťastný) 11:01' Daniel Přibyl (Martin Pláněk, Tim Söderlund) 13:11' Martin Pláněk (Adam Jánošík, Martin Beránek) 25:53' David Šťastný (David Bernad) 32:30' Martin Pláněk (Ondřej Najman) 45:07' David Šťastný (Tomáš Fořt) 54:04' | Ondřej Najman (Alex Lintuniemi, Róbert Lantoši) 10:34' Tomáš Fořt (Pavel Pýcha, David Šťastný) 11:01' Daniel Přibyl (Martin Pláněk, Tim Söderlund) 13:11' Martin Pláněk (Adam Jánošík, Martin Beránek) 25:53' David Šťastný (David Bernad) 32:30' Martin Pláněk (Ondřej Najman) 45:07' David Šťastný (Tomáš Fořt) 54:04' | 0:1 1:1 2:1 3:1 3:2 4:2 5:2 5:3 6:3 7:3 | 05:03' Adam Raška (Radek Kučeřík, Kristián Pospíšil) 18:16' Jakub Flek (Michal Gulaši) 36:40' Adam Zbořil (Petr Holík) | Rozhodčí: Roman Mrkva Petr Úlehla Čároví: Jiří Svoboda Daniel Hynek |
| 10 min | 10 min | Tresty                                  | 10 min | Rozhodčí: Roman Mrkva Petr Úlehla Čároví: Jiří Svoboda Daniel Hynek |
| 30 | 30 | Střely                                  | 36 | Rozhodčí: Roman Mrkva Petr Úlehla Čároví: Jiří Svoboda Daniel Hynek |

| 8. ledna 2023 17:00 | HC Kometa Brno | 1 : 4 (0:1, 0:2, 1:1) | HC Dynamo Pardubice | Winning Group Arena, Brno Návštěvnost: 6 467 |  |

| Zpráva                                               |                                                      |                     | |                                                                  |
| Marek Čiliak (od 41. minuty Dominik Furch)           | Marek Čiliak (od 41. minuty Dominik Furch)           | Brankáři            | Roman Will | Rozhodčí: Robin Šír Peter Stano Čároví: Lukáš Rampír Šimon Synek |
| Jakub Flek (Kristián Pospíšil, Radek Kučeřík) 46:45' | Jakub Flek (Kristián Pospíšil, Radek Kučeřík) 46:45' | 0:1 0:2 0:3 1:3 1:4 | 07:40' Lukáš Sedlák (David Cienciala, Jan Kolář) 20:43' Robert Kousal (Lukáš Radil, Tomáš Zohorna) 24:42' Jan Kolář (Ondřej Rohlík, Daniel Herčík) 59:04' Tomáš Zohorna (Lukáš Radil, Peter Čerešňák, do prázdné branky) | Rozhodčí: Robin Šír Peter Stano Čároví: Lukáš Rampír Šimon Synek |
| 4 min                                                | 4 min                                                | Tresty              | 8 min | Rozhodčí: Robin Šír Peter Stano Čároví: Lukáš Rampír Šimon Synek |
| 34                                                   | 34                                                   | Střely              | 25 | Rozhodčí: Robin Šír Peter Stano Čároví: Lukáš Rampír Šimon Synek |

| 11. ledna 2023 18:00 | HC Olomouc | 1 : 4 (0:0, 0:1, 1:3) | HC Kometa Brno | Zimní stadion Olomouc, Olomouc Návštěvnost: 5 142 |  |

| Zpráva                             |                                    |                     | |                                                                   |
| Branislav Konrád                   | Branislav Konrád                   | Brankáři            | Dominik Furch | Rozhodčí: Jan Hribik Daniel Pražák Čároví: Jiří Gebauer Milan Kis |
| Karel Plášek (Tomáš Dujsík) 49:21' | Karel Plášek (Tomáš Dujsík) 49:21' | 0:1 0:2 1:2 1:3 1:4 | 33:38' Jakub Flek (Radek Kučeřík, Eduard Šalé) 45:10' Petr Holík 55:02' Martin Zaťovič (Tomáš Kundrátek, Adam Zbořil) 58:52' Andrej Kollár (do prázdné branky) | Rozhodčí: Jan Hribik Daniel Pražák Čároví: Jiří Gebauer Milan Kis |
| 10 min                             | 10 min                             | Tresty              | 6 min | Rozhodčí: Jan Hribik Daniel Pražák Čároví: Jiří Gebauer Milan Kis |
| 26                                 | 26                                 | Střely              | 23 | Rozhodčí: Jan Hribik Daniel Pražák Čároví: Jiří Gebauer Milan Kis |

| 15. ledna 2023 18:00 | HC Kometa Brno | 2 : 5 (2:4, 0:0, 0:1) | HC VÍTKOVICE RIDERA | Winning Group Arena, Brno Návštěvnost: 5 018 |  |

| Zpráva                                                                                                   | |                             | |                                                                           |
| Dominik Furch (3. — 6. minuta Marek Čiliak)                                                              | Dominik Furch (3. — 6. minuta Marek Čiliak)                                                              | Brankáři                    | Aleš Stezka | Rozhodčí: Antonín Jeřábek Jiří Ondráček Čároví: David Klouček Michal Zíka |
| Petr Holík (Kristián Pospíšil, Luboš Horký) 02:42' Luboš Horký (Kristián Pospíšil, Rhett Holland) 06:51' | Petr Holík (Kristián Pospíšil, Luboš Horký) 02:42' Luboš Horký (Kristián Pospíšil, Rhett Holland) 06:51' | 0:1 1:1 1:2 2:2 2:3 2:4 2:5 | 01:50' Rastislav Dej (Marek Kalus, Willie Raskob) 05:32' Roberts Bukarts (Peter Krieger) 11:47' Marek Kalus (Juraj Mikuš, Roberts Bukarts) 15:58' Peter Krieger (Roberts Bukarts, Marek Kalus) 46:50' Jakub Kotala (Marek Kalus, Jakub Stehlík) | Rozhodčí: Antonín Jeřábek Jiří Ondráček Čároví: David Klouček Michal Zíka |
| 8 min | 8 min | Tresty                      | 2 min | Rozhodčí: Antonín Jeřábek Jiří Ondráček Čároví: David Klouček Michal Zíka |
| 30 | 30 | Střely                      | 30 | Rozhodčí: Antonín Jeřábek Jiří Ondráček Čároví: David Klouček Michal Zíka |

| 20. ledna 2023 18:30 | HC Sparta Praha | 5 : 3 (1:2, 2:0, 2:1) | HC Kometa Brno | O2 arena, Praha Návštěvnost: 12 406 |  |

| Zpráva | |                                 | |                                                                         |
| Jakub Kovář | Jakub Kovář | Brankáři                        | Dominik Furch | Rozhodčí: Jakub Šindel Lukáš Květoň Čároví: Tomáš Brejcha Jiří Ondráček |
| Jakub Konečný (Adam Polášek, Michal Kempný) 02:22' Michal Řepík (Michal Kempný, Gustaf Thorell) 29:51' Ostap Safin (Jan Buchtele, David Vitouch) 39:37' Jan Buchtele (Martin Jandus, David Němeček) 57:52' Roman Horák (David Kaše, Pavel Kousal, do prázdné branky) 59:31' | Jakub Konečný (Adam Polášek, Michal Kempný) 02:22' Michal Řepík (Michal Kempný, Gustaf Thorell) 29:51' Ostap Safin (Jan Buchtele, David Vitouch) 39:37' Jan Buchtele (Martin Jandus, David Němeček) 57:52' Roman Horák (David Kaše, Pavel Kousal, do prázdné branky) 59:31' | 0:1 1:1 1:2 2:2 3:2 3:3 4:3 5:3 | 00:38' Petr Holík (Luboš Horký) 16:36' Andrej Kollár (Kristián Pospíšil, Radek Kučeřík) 55:53' Luboš Horký (Tomáš Vincour, Martin Zaťovič) | Rozhodčí: Jakub Šindel Lukáš Květoň Čároví: Tomáš Brejcha Jiří Ondráček |
| 6 min | 6 min | Tresty                          | 8 min | Rozhodčí: Jakub Šindel Lukáš Květoň Čároví: Tomáš Brejcha Jiří Ondráček |
| 33 | 33 | Střely                          | 23 | Rozhodčí: Jakub Šindel Lukáš Květoň Čároví: Tomáš Brejcha Jiří Ondráček |

#### 4. čtvrtina
| 22. ledna 2023 15:30 | HC Energie Karlovy Vary | 5 : 4 (3:1, 1:0, 1:3) | HC Kometa Brno | KV Arena, Karlovy Vary Návštěvnost: 3 463 |  |

| Zpráva | |                                     | |                                                                     |
| Vladislav Habal | Vladislav Habal | Brankáři                            | Marek Čiliak (od 12. minuty Dominik Furch) | Rozhodčí: Tomáš Veselý Jakub Šindel Čároví: Vít Komárek Tomáš Gerát |
| Ondřej Beránek (Petr Koblasa) 04:10' Petr Koblasa (Lukáš Pulpán, Jiří Černoch) 06:49' Ondřej Beránek (Tomáš Bartejs, Jiří Černoch) 11:07' Ondřej Beránek (Jiří Černoch, Petr Koblasa) 37:35' Tomáš Redlich 53:09' | Ondřej Beránek (Petr Koblasa) 04:10' Petr Koblasa (Lukáš Pulpán, Jiří Černoch) 06:49' Ondřej Beránek (Tomáš Bartejs, Jiří Černoch) 11:07' Ondřej Beránek (Jiří Černoch, Petr Koblasa) 37:35' Tomáš Redlich 53:09' | 1:0 2:0 3:0 3:1 4:1 4:2 4:3 5:3 5:4 | 11:42' Kristián Pospíšil (Petr Holík) 40:55' Patrik Fajmon (Andrej Kollár) 43:31' Martin Zaťovič (Eduard Šalé, Adam Zbořil) 56:07' Martin Zaťovič (Tomáš Vincour, Luboš Horký) | Rozhodčí: Tomáš Veselý Jakub Šindel Čároví: Vít Komárek Tomáš Gerát |
| 31 min | 31 min | Tresty                              | 31 min | Rozhodčí: Tomáš Veselý Jakub Šindel Čároví: Vít Komárek Tomáš Gerát |
| 34 | 34 | Střely                              | 27 | Rozhodčí: Tomáš Veselý Jakub Šindel Čároví: Vít Komárek Tomáš Gerát |

| 24. ledna 2023 18:00 | HC Kometa Brno | 5 : 2 (1:1, 2:0, 2:1) | HC Motor České Budějovice | Winning Group Arena, Brno Návštěvnost: 5 258 |  |

| Zpráva | |                             | |                                                                    |
| Dominik Furch | Dominik Furch | Brankáři                    | Dominik Hrachovina                                                                                 | Rozhodčí: René Hradil Roman Mrkva Čároví: Michal Axman Vít Lederer |
| Marek Hrbas (Jan Ščotka, Andrej Kollár) 02:08' Jakub Flek (Andrej Kollár, Dominik Furch) 21:15' Jakub Flek 38:16' Kristián Pospíšil (Andrej Kollár, Jakub Flek) 50:17' Jakub Flek (Kristián Pospíšil, do prázdné branky) 59:07' | Marek Hrbas (Jan Ščotka, Andrej Kollár) 02:08' Jakub Flek (Andrej Kollár, Dominik Furch) 21:15' Jakub Flek 38:16' Kristián Pospíšil (Andrej Kollár, Jakub Flek) 50:17' Jakub Flek (Kristián Pospíšil, do prázdné branky) 59:07' | 1:0 1:1 2:1 3:1 3:2 4:2 5:2 | 13:20' Michal Vondrka (Lukáš Pech, Milan Gulaš) 50:03' Zdeněk Doležal (Martin Hanzl, Stuart Percy) | Rozhodčí: René Hradil Roman Mrkva Čároví: Michal Axman Vít Lederer |
| 10 min | 10 min | Tresty                      | 10 min                                                                                             | Rozhodčí: René Hradil Roman Mrkva Čároví: Michal Axman Vít Lederer |
| 24 | 24 | Střely                      | 29                                                                                                 | Rozhodčí: René Hradil Roman Mrkva Čároví: Michal Axman Vít Lederer |

| 27. ledna 2023 18:00 | Rytíři Kladno | 0 : 3 (0:2, 0:1, 0:0) | HC Kometa Brno | ČEZ stadion Kladno, Kladno Návštěvnost: 3 389 |  |

| Zpráva        |               |             | |                                                                                |
| Adam Brízgala | Adam Brízgala | Brankáři    | Dominik Furch | Rozhodčí: Jiří Ondráček Oldřich Hejduk Čároví: Miroslav Lhotský Stanislav Hnát |
|               |               | 0:1 0:2 0:3 | 08:57' Jan Ščotka (Jakub Flek, Kristián Pospíšil) 16:00' Zdeněk Okál (Rhett Holland) 37:17' Kristián Pospíšil (Andrej Kollár, Radek Kučeřík) | Rozhodčí: Jiří Ondráček Oldřich Hejduk Čároví: Miroslav Lhotský Stanislav Hnát |
| 8 min         | 8 min         | Tresty      | 6 min | Rozhodčí: Jiří Ondráček Oldřich Hejduk Čároví: Miroslav Lhotský Stanislav Hnát |
| 23            | 23            | Střely      | 23 | Rozhodčí: Jiří Ondráček Oldřich Hejduk Čároví: Miroslav Lhotský Stanislav Hnát |

| 29. ledna 2023 17:00 | HC Kometa Brno | 3 : 0 (0:0, 1:0, 2:0) | Bílí Tygři Liberec | Winning Group Arena, Brno Návštěvnost: 6 224 |  |

| Zpráva | |             |              |                                                                     |
| Dominik Furch | Dominik Furch | Brankáři    | Jakub Neužil | Rozhodčí: René Hradil Roman Mrkva Čároví: Lukáš Rampír Michal Axman |
| Radek Kučeřík (Andrej Kollár, Kristián Pospíšil) 28:28' Kim Strömberg (Luboš Horký, Adam Zbořil) 51:57' Marek Ďaloga (Kristián Pospíšil) 59:43' | Radek Kučeřík (Andrej Kollár, Kristián Pospíšil) 28:28' Kim Strömberg (Luboš Horký, Adam Zbořil) 51:57' Marek Ďaloga (Kristián Pospíšil) 59:43' | 1:0 2:0 3:0 |              | Rozhodčí: René Hradil Roman Mrkva Čároví: Lukáš Rampír Michal Axman |
| 8 min | 8 min | Tresty      | 6 min        | Rozhodčí: René Hradil Roman Mrkva Čároví: Lukáš Rampír Michal Axman |
| 29 | 29 | Střely      | 33           | Rozhodčí: René Hradil Roman Mrkva Čároví: Lukáš Rampír Michal Axman |

| 3. února 2023 18:00 | HC Kometa Brno | 5 : 1 (2:0, 1:1, 2:0) | HC Oceláři Třinec | Winning Group Arena, Brno Návštěvnost: 6 721 |  |

| Zpráva | |                         |                                        |                                                                       |
| Dominik Furch | Dominik Furch | Brankáři                | Marek Mazanec                          | Rozhodčí: Oldřich Hejduk Roman Mrkva Čároví: Michal Zíka Petr Šimánek |
| Eduard Šalé (Rhett Holland, Radek Kučeřík) 02:34' Tomáš Kundrátek (Adam Zbořil, Petr Holík) 11:06' Eduard Šalé (Kristián Pospíšil, Andrej Kollár) 34:26' Eduard Šalé (Adam Zbořil, Martin Zaťovič) 49:39' Kristián Pospíšil (Andrej Kollár) 57:47' | Eduard Šalé (Rhett Holland, Radek Kučeřík) 02:34' Tomáš Kundrátek (Adam Zbořil, Petr Holík) 11:06' Eduard Šalé (Kristián Pospíšil, Andrej Kollár) 34:26' Eduard Šalé (Adam Zbořil, Martin Zaťovič) 49:39' Kristián Pospíšil (Andrej Kollár) 57:47' | 1:0 2:0 2:1 3:1 4:1 5:1 | 23:38' Milan Doudera (Martin Marinčin) | Rozhodčí: Oldřich Hejduk Roman Mrkva Čároví: Michal Zíka Petr Šimánek |
| 8 min | 8 min | Tresty                  | 8 min                                  | Rozhodčí: Oldřich Hejduk Roman Mrkva Čároví: Michal Zíka Petr Šimánek |
| 26 | 26 | Střely                  | 35                                     | Rozhodčí: Oldřich Hejduk Roman Mrkva Čároví: Michal Zíka Petr Šimánek |

| 5. února 2023 16:00 | Mountfield HK | 1 : 0 (1:0, 0:0, 0:0) | HC Kometa Brno | ČPP aréna, Hradec Králové Návštěvnost: 4 478 |  |

| Zpráva                                                      |                                                             |          |               |                                                                             |
| Henri Kiviaho                                               | Henri Kiviaho                                               | Brankáři | Dominik Furch | Rozhodčí: Oldřich Hejduk Pavel Obadal Čároví: Miroslav Lhotský Daniel Hynek |
| Christophe Lalancette (Mislav Rosandić, Ethan Werek) 11:50' | Christophe Lalancette (Mislav Rosandić, Ethan Werek) 11:50' | 1:0      |               | Rozhodčí: Oldřich Hejduk Pavel Obadal Čároví: Miroslav Lhotský Daniel Hynek |
| 2 min                                                       | 2 min                                                       | Tresty   | 8 min         | Rozhodčí: Oldřich Hejduk Pavel Obadal Čároví: Miroslav Lhotský Daniel Hynek |
| 29                                                          | 29                                                          | Střely   | 17            | Rozhodčí: Oldřich Hejduk Pavel Obadal Čároví: Miroslav Lhotský Daniel Hynek |

| 15. února 2023 18:00 | HC Kometa Brno | 3 : 0 (1:0, 1:0, 1:0) | HC Škoda Plzeň | Winning Group Arena, Brno Návštěvnost: 6 091 |  |

| Zpráva | |             |                |                                                                  |
| Dominik Furch | Dominik Furch | Brankáři    | Dominik Pavlát | Rozhodčí: René Hradil Adam Kika Čároví: Pavel Blažek Vít Lederer |
| Adam Zbořil (Tomáš Kundrátek, Petr Holík) 09:39' Kristián Pospíšil (Radek Kučeřík, Jan Ščotka) 29:44' Kim Strömberg (Tomáš Vincour, Marek Ďaloga) 52:36' | Adam Zbořil (Tomáš Kundrátek, Petr Holík) 09:39' Kristián Pospíšil (Radek Kučeřík, Jan Ščotka) 29:44' Kim Strömberg (Tomáš Vincour, Marek Ďaloga) 52:36' | 1:0 2:0 3:0 |                | Rozhodčí: René Hradil Adam Kika Čároví: Pavel Blažek Vít Lederer |
| 6 min | 6 min | Tresty      | 8 min          | Rozhodčí: René Hradil Adam Kika Čároví: Pavel Blažek Vít Lederer |
| 25 | 25 | Střely      | 30             | Rozhodčí: René Hradil Adam Kika Čároví: Pavel Blažek Vít Lederer |

| 17. února 2023 17:30 | HC VERVA Litvínov | 3 : 2 SN (1:1, 0:0, 1:1 — 0:0 — 1:0) | HC Kometa Brno | Zimní stadion Ivana Hlinky, Litvínov Návštěvnost: 3 905 |  |

| Zpráva | |                                                | |                                                                         |
| Matej Tomek | Matej Tomek | Brankáři                                       | Dominik Furch | Rozhodčí: Daniel Pražák Luděk Pilný Čároví: Jiří Svoboda Stanislav Hnát |
| Jindřich Abdul (Giorgio Estephan, Petr Straka) 18:33' Patrik Zdráhal (Matúš Sukeľ, Šimon Stránský) 43:00' Giorgio Estephan Patrik Zdráhal Nicolas Hlava Šimon Stránský | Jindřich Abdul (Giorgio Estephan, Petr Straka) 18:33' Patrik Zdráhal (Matúš Sukeľ, Šimon Stránský) 43:00' Giorgio Estephan Patrik Zdráhal Nicolas Hlava Šimon Stránský | 0:1 1:1 2:1 2:2 Samostatné nájezdy 0:0 1:0 2:0 | 14:40' Kristián Pospíšil (Petr Holík, Jan Ščotka) 52:35' Luboš Horký (Petr Holík, Adam Zbořil) Andrej Kollár Adam Zbořil Petr Holík Tomáš Vincour | Rozhodčí: Daniel Pražák Luděk Pilný Čároví: Jiří Svoboda Stanislav Hnát |
| 12 min | 12 min | Tresty                                         | 14 min | Rozhodčí: Daniel Pražák Luděk Pilný Čároví: Jiří Svoboda Stanislav Hnát |
| 50 | 50 | Střely                                         | 26 | Rozhodčí: Daniel Pražák Luděk Pilný Čároví: Jiří Svoboda Stanislav Hnát |

| 19. února 2023 17:00 | HC Kometa Brno | 1 : 4 (0:0, 1:1, 0:3) | BK Mladá Boleslav | Winning Group Arena, Brno Návštěvnost: 6 169 |  |

| Zpráva                                           |                                                  |                     | |                                                                         |
| Dominik Furch                                    | Dominik Furch                                    | Brankáři            | Filip Novotný | Rozhodčí: Antonín Jeřábek Tomáš Cabák Čároví: Lukáš Rampír Michal Axman |
| Petr Holík (Adam Zbořil, Tomáš Kundrátek) 34:55' | Petr Holík (Adam Zbořil, Tomáš Kundrátek) 34:55' | 0:1 1:1 1:2 1:3 1:4 | 33:37' Sebastián Malát (Adam Jánošík, Róbert Lantoši) 44:37' Adam Jánošík (Ondřej Roman, Martin Pláněk) 52:47' David Šťastný (Tomáš Fořt) 59:47' Jan Stránský (Tomáš Fořt, do prázdné branky) | Rozhodčí: Antonín Jeřábek Tomáš Cabák Čároví: Lukáš Rampír Michal Axman |
| 4 min                                            | 4 min                                            | Tresty              | 4 min | Rozhodčí: Antonín Jeřábek Tomáš Cabák Čároví: Lukáš Rampír Michal Axman |
| 21                                               | 21                                               | Střely              | 23 | Rozhodčí: Antonín Jeřábek Tomáš Cabák Čároví: Lukáš Rampír Michal Axman |

| 24. února 2023 18:00 | HC Dynamo Pardubice | 1 : 3 (1:0, 0:0, 0:3) | HC Kometa Brno | Enteria arena, Pardubice Návštěvnost: 10 194 (vyprodáno) |  |

| Zpráva                                     |                                            |                 | |                                                                   |
| Roman Will                                 | Roman Will                                 | Brankáři        | Dominik Furch | Rozhodčí: Roman Mrkva Robin Šír Čároví: Daniel Hynek Jiří Svoboda |
| Jan Mandát (Ondřej Vála, Jan Kolář) 11:55' | Jan Mandát (Ondřej Vála, Jan Kolář) 11:55' | 1:0 1:1 1:2 1:3 | 44:08' Adam Zbořil (Marek Ďaloga) 45:58' Martin Zaťovič (Eduard Šalé) 56:11' Andrej Kollár (Jakub Flek, Radek Kučeřík) | Rozhodčí: Roman Mrkva Robin Šír Čároví: Daniel Hynek Jiří Svoboda |
| 8 min                                      | 8 min                                      | Tresty          | 6 min | Rozhodčí: Roman Mrkva Robin Šír Čároví: Daniel Hynek Jiří Svoboda |
| 36                                         | 36                                         | Střely          | 23 | Rozhodčí: Roman Mrkva Robin Šír Čároví: Daniel Hynek Jiří Svoboda |

| 26. února 2023 17:00 | HC Kometa Brno | 3 : 0 (1:0, 2:0, 0:0) | HC Olomouc | Winning Group Arena, Brno Návštěvnost: 6 548 |  |

| Zpráva | |             |                  |                                                                   |
| Dominik Furch | Dominik Furch | Brankáři    | Branislav Konrád | Rozhodčí: Jan Hribik Luděk Pilný Čároví: Michal Axman Vít Lederer |
| Jakub Flek (Tomáš Vincour) 07:57' Radek Koblížek (Petr Holík, Kim Strömberg) 24:43' Tomáš Vincour (Jan Ščotka) 33:29' | Jakub Flek (Tomáš Vincour) 07:57' Radek Koblížek (Petr Holík, Kim Strömberg) 24:43' Tomáš Vincour (Jan Ščotka) 33:29' | 1:0 2:0 3:0 |                  | Rozhodčí: Jan Hribik Luděk Pilný Čároví: Michal Axman Vít Lederer |
| 15 min | 15 min | Tresty      | 17 min           | Rozhodčí: Jan Hribik Luděk Pilný Čároví: Michal Axman Vít Lederer |
| 25 | 25 | Střely      | 31               | Rozhodčí: Jan Hribik Luděk Pilný Čároví: Michal Axman Vít Lederer |

| 3. března 2023 18:00 | HC VÍTKOVICE RIDERA | 5 : 2 (0:1, 1:1, 4:0) | HC Kometa Brno | Ostravar Aréna, Ostrava Návštěvnost: 7 925 |  |

| Zpráva | |                             | |                                                                       |
| Aleš Stezka | Aleš Stezka | Brankáři                    | Dominik Furch                                                                                        | Rozhodčí: René Hradil Daniel Pražák Čároví: Tomáš Brejcha Jakub Frodl |
| Richard Jarůšek (Marek Kalus, Willie Raskob) 37:10' Mário Grman (Dominik Lakatoš, Petr Chlán) 45:58' Dominik Lakatoš (Juraj Mikuš) 50:31' Petr Fridrich (Marek Kalus, Jakub Kotala, do prázdné branky) 57:05' Richard Jarůšek (Jakub Kotala, Marek Kalus, do prázdné branky) 59:10' | Richard Jarůšek (Marek Kalus, Willie Raskob) 37:10' Mário Grman (Dominik Lakatoš, Petr Chlán) 45:58' Dominik Lakatoš (Juraj Mikuš) 50:31' Petr Fridrich (Marek Kalus, Jakub Kotala, do prázdné branky) 57:05' Richard Jarůšek (Jakub Kotala, Marek Kalus, do prázdné branky) 59:10' | 0:1 0:2 1:2 2:2 3:2 4:2 5:2 | 16:54' Kristián Pospíšil (Radek Kučeřík, Eduard Šalé) 26:18' Eduard Šalé (Andrej Kollár, Petr Holík) | Rozhodčí: René Hradil Daniel Pražák Čároví: Tomáš Brejcha Jakub Frodl |
| 6 min | 6 min | Tresty                      | 6 min                                                                                                | Rozhodčí: René Hradil Daniel Pražák Čároví: Tomáš Brejcha Jakub Frodl |
| 36 | 36 | Střely                      | 32                                                                                                   | Rozhodčí: René Hradil Daniel Pražák Čároví: Tomáš Brejcha Jakub Frodl |

| 5. března 2023 16:30 | HC Kometa Brno | 5 : 2 (1:1, 3:0, 1:1) | HC Sparta Praha | Winning Group Arena, Brno Návštěvnost: 7 700 (vyprodáno) |  |

| Zpráva | |                             |                                                                              |                                                                      |
| Marek Čiliak | Marek Čiliak | Brankáři                    | Jakub Kovář (od 41. minuty Josef Kořenář)                                    | Rozhodčí: Roman Mrkva Jiří Ondráček Čároví: Vít Lederer Michal Axman |
| Luboš Horký (Petr Holík) 18:36' Adam Zbořil 21:10' Jakub Flek (Luboš Horký) 31:01' Tomáš Kundrátek (Petr Holík, Adam Zbořil) 32:55' Jakub Flek (do prázdné branky) 58:08' | Luboš Horký (Petr Holík) 18:36' Adam Zbořil 21:10' Jakub Flek (Luboš Horký) 31:01' Tomáš Kundrátek (Petr Holík, Adam Zbořil) 32:55' Jakub Flek (do prázdné branky) 58:08' | 0:1 1:1 2:1 3:1 4:1 4:2 5:2 | 11:15' Olavi Vauhkonen (Martin Jandus) 42:13' Olavi Vauhkonen (Adam Polášek) | Rozhodčí: Roman Mrkva Jiří Ondráček Čároví: Vít Lederer Michal Axman |
| 2 min | 2 min | Tresty                      | 6 min                                                                        | Rozhodčí: Roman Mrkva Jiří Ondráček Čároví: Vít Lederer Michal Axman |
| 21 | 21 | Střely                      | 33                                                                           | Rozhodčí: Roman Mrkva Jiří Ondráček Čároví: Vít Lederer Michal Axman |

### Play-off

#### Předkolo
| 8. března 2023 19:00 | HC Kometa Brno | 4 : 2 (0:0, 3:1, 1:1) | BK Mladá Boleslav | Winning Group Arena, Brno Návštěvnost: 6 142 |  |

| Report | |                         |                                                                                       |                                                                        |
| Dominik Furch | Dominik Furch | Brankáři                | Gašper Krošelj                                                                        | Rozhodčí: René Hradil Adam Kika Čároví: Marek Hlavatý Vladimír Rožánek |
| Petr Holík (Luboš Horký) 31:24' Kristián Pospíšil (Adam Zbořil) 37:34' Tomáš Kundrátek (Petr Holík, Kim Strömberg) 39:07' Jakub Flek (Kim Strömberg, Kristián Pospíšil) 44:25' | Petr Holík (Luboš Horký) 31:24' Kristián Pospíšil (Adam Zbořil) 37:34' Tomáš Kundrátek (Petr Holík, Kim Strömberg) 39:07' Jakub Flek (Kim Strömberg, Kristián Pospíšil) 44:25' | 0:1 1:1 2:1 3:1 3:2 4:2 | 30:42' David Šťastný (Radek Jeřábek, Róbert Lantoši) 43:26' Mário Lunter (Tomáš Fořt) | Rozhodčí: René Hradil Adam Kika Čároví: Marek Hlavatý Vladimír Rožánek |
| 21 min | 21 min | Tresty                  | 21 min                                                                                | Rozhodčí: René Hradil Adam Kika Čároví: Marek Hlavatý Vladimír Rožánek |
| 25 | 25 | Střely                  | 40                                                                                    | Rozhodčí: René Hradil Adam Kika Čároví: Marek Hlavatý Vladimír Rožánek |

| 9. března 2023 18:00 | HC Kometa Brno | 2 : 1 (2:0, 0:1, 0:0) | BK Mladá Boleslav | Winning Group Arena, Brno Návštěvnost: 6 734 |  |

| Report                                                                                           |                                                                                                  |             |                                                     |                                                                   |
| Dominik Furch                                                                                    | Dominik Furch                                                                                    | Brankáři    | Gašper Krošelj                                      | Rozhodčí: Matěj Sýkora Robin Šír Čároví: Tomáš Gerát Daniel Hynek |
| Tomáš Kundrátek (Jan Ščotka, Petr Holík) 02:24' Adam Zbořil (Marek Ďaloga, Kim Strömberg) 03:38' | Tomáš Kundrátek (Jan Ščotka, Petr Holík) 02:24' Adam Zbořil (Marek Ďaloga, Kim Strömberg) 03:38' | 1:0 2:0 2:1 | 32:21' Maris Bičevskis (Ondřej Roman, Mário Lunter) | Rozhodčí: Matěj Sýkora Robin Šír Čároví: Tomáš Gerát Daniel Hynek |
| 14 min                                                                                           | 14 min                                                                                           | Tresty      | 8 min                                               | Rozhodčí: Matěj Sýkora Robin Šír Čároví: Tomáš Gerát Daniel Hynek |
| 25                                                                                               | 25                                                                                               | Střely      | 43                                                  | Rozhodčí: Matěj Sýkora Robin Šír Čároví: Tomáš Gerát Daniel Hynek |

| 11. března 2023 16:00 | BK Mladá Boleslav | 2 : 1 (1:0, 1:1, 0:0) | HC Kometa Brno | ŠKO-ENERGO Aréna, Mladá Boleslav Návštěvnost: 3 922 |  |

| Report                                                                                     |                                                                                            |             |                                                     |                                                                   |
| Gašper Krošelj                                                                             | Gašper Krošelj                                                                             | Brankáři    | Dominik Furch                                       | Rozhodčí: Petr Úlehla Adam Kika Čároví: Jiří Svoboda Michal Axman |
| Alex Lintuniemi (Martin Pláněk, Tomáš Fořt) 10:39' Alex Lintuniemi (Róbert Lantoši) 32:55' | Alex Lintuniemi (Martin Pláněk, Tomáš Fořt) 10:39' Alex Lintuniemi (Róbert Lantoši) 32:55' | 1:0 1:1 2:1 | 27:24' Kim Strömberg (Luboš Horký, Tomáš Kundrátek) | Rozhodčí: Petr Úlehla Adam Kika Čároví: Jiří Svoboda Michal Axman |
| 12 min                                                                                     | 12 min                                                                                     | Tresty      | 12 min                                              | Rozhodčí: Petr Úlehla Adam Kika Čároví: Jiří Svoboda Michal Axman |
| 29                                                                                         | 29                                                                                         | Střely      | 28                                                  | Rozhodčí: Petr Úlehla Adam Kika Čároví: Jiří Svoboda Michal Axman |

| 12. března 2023 18:00 | BK Mladá Boleslav | 1 : 5 (0:2, 0:2, 1:1) | HC Kometa Brno | ŠKO-ENERGO Aréna, Mladá Boleslav Návštěvnost: 3 835 |  |

| Report                                               |                                                      |                         | |                                                                   |
| Gašper Krošelj                                       | Gašper Krošelj                                       | Brankáři                | Dominik Furch | Rozhodčí: Robin Šír Matěj Sýkora Čároví: Jiří Svoboda Michal Zíka |
| Alex Lintuniemi (Martin Pláněk, Jan Stránský) 51:44' | Alex Lintuniemi (Martin Pláněk, Jan Stránský) 51:44' | 0:1 0:2 0:3 0:4 0:5 1:5 | 01:54' Kim Strömberg (Tomáš Kundrátek, Petr Holík) 07:13' Petr Holík (Luboš Horký, Jiří Ondráček) 30:08' Jakub Flek (Kristián Pospíšil, Radek Kučeřík) 39:32' Jiří Ondráček (Martin Zaťovič, Tomáš Vincour) 49:51' Marek Ďaloga | Rozhodčí: Robin Šír Matěj Sýkora Čároví: Jiří Svoboda Michal Zíka |
| 37 min                                               | 37 min                                               | Tresty                  | 8 min | Rozhodčí: Robin Šír Matěj Sýkora Čároví: Jiří Svoboda Michal Zíka |
| 29                                                   | 29                                                   | Střely                  | 21 | Rozhodčí: Robin Šír Matěj Sýkora Čároví: Jiří Svoboda Michal Zíka |

#### Čtvrtfinále
| 17. března 2023 17:00 | HC VÍTKOVICE RIDERA | 3 : 2 (2:0, 0:1, 1:1) | HC Kometa Brno | Ostravar Aréna, Ostrava Návštěvnost: 9 593 |  |

| Report | |                     |                                                                                |                                                                        |
| Aleš Stezka | Aleš Stezka | Brankáři            | Dominik Furch                                                                  | Rozhodčí: Daniel Pražák Lukáš Květoň Čároví: Jiří Ondráček Michal Zíka |
| Roberts Bukarts (Peter Mueller, Willie Raskob) 13:33' Jakub Kotala (Petr Gewiese, Jakub Stehlík) 14:08' Peter Mueller (Patrik Koch) 43:43' | Roberts Bukarts (Peter Mueller, Willie Raskob) 13:33' Jakub Kotala (Petr Gewiese, Jakub Stehlík) 14:08' Peter Mueller (Patrik Koch) 43:43' | 1:0 2:0 2:1 3:1 3:2 | 29:49' Zdeněk Okál (Petr Holík) 46:32' Marek Hrbas (Jakub Flek, Andrej Kollár) | Rozhodčí: Daniel Pražák Lukáš Květoň Čároví: Jiří Ondráček Michal Zíka |
| 2 min | 2 min | Tresty              | 2 min                                                                          | Rozhodčí: Daniel Pražák Lukáš Květoň Čároví: Jiří Ondráček Michal Zíka |
| 23 | 23 | Střely              | 28                                                                             | Rozhodčí: Daniel Pražák Lukáš Květoň Čároví: Jiří Ondráček Michal Zíka |

| 18. března 2023 19:00 | HC VÍTKOVICE RIDERA | 0 : 3 (0:0, 0:1, 0:2) | HC Kometa Brno | Ostravar Aréna, Ostrava Návštěvnost: 9 725 |  |

| Report      |             |             | |                                                                          |
| Aleš Stezka | Aleš Stezka | Brankáři    | Dominik Furch | Rozhodčí: Adam Kika Tomáš Veselý Čároví: Miroslav Lhotský Stanislav Hnát |
|             |             | 0:1 0:2 0:3 | 37:54' Luboš Horký (Petr Holík) 58:12' Jakub Flek (Tomáš Vincour, do prázdné branky) 58:37' Kim Strömberg (Rhett Holland, do prázdné branky) | Rozhodčí: Adam Kika Tomáš Veselý Čároví: Miroslav Lhotský Stanislav Hnát |
| 13 min      | 13 min      | Tresty      | 11 min | Rozhodčí: Adam Kika Tomáš Veselý Čároví: Miroslav Lhotský Stanislav Hnát |
| 33          | 33          | Střely      | 19 | Rozhodčí: Adam Kika Tomáš Veselý Čároví: Miroslav Lhotský Stanislav Hnát |

| 21. března 2023 17:00 | HC Kometa Brno | 1 : 4 (1:2, 0:0, 0:2) | HC VÍTKOVICE RIDERA | Winning Group Arena, Brno Návštěvnost: 7 700 (vyprodáno) |  |

| Report                               |                                      |                     | |                                                                     |
| Dominik Furch                        | Dominik Furch                        | Brankáři            | Aleš Stezka | Rozhodčí: Roman Mrkva René Hradil Čároví: Petr Šimánek Daniel Hynek |
| Zdeněk Okál (Tomáš Kundrátek) 00:20' | Zdeněk Okál (Tomáš Kundrátek) 00:20' | 1:0 1:1 1:2 1:3 1:4 | 09:26' Jakub Kotala (Petr Gewiese, Marek Kalus) 16:35' Petr Fridrich (Vojtěch Lednický, Petr Gewiese) 44:25' Lukáš Krenželok (Patrik Koch, Aleš Stezka) 58:38' Marek Kalus (Jakub Kotala, do prázdné branky) | Rozhodčí: Roman Mrkva René Hradil Čároví: Petr Šimánek Daniel Hynek |
| 4 min                                | 4 min                                | Tresty              | 8 min | Rozhodčí: Roman Mrkva René Hradil Čároví: Petr Šimánek Daniel Hynek |
| 26                                   | 26                                   | Střely              | 22 | Rozhodčí: Roman Mrkva René Hradil Čároví: Petr Šimánek Daniel Hynek |

| 22. března 2023 19:00 | HC Kometa Brno | 2 : 1 (1:0, 1:1, 0:0) | HC VÍTKOVICE RIDERA | Winning Group Arena, Brno Návštěvnost: 7 700 (vyprodáno) |  |

| Report | |             |                                                   |                                                                        |
| Dominik Furch                                                                                             | Dominik Furch                                                                                             | Brankáři    | Aleš Stezka                                       | Rozhodčí: Lukáš Květoň Daniel Pražák Čároví: Jiří Ondráček Michal Zíka |
| Martin Zaťovič (Marek Ďaloga, Kristián Pospíšil) 17:53' Luboš Horký (Adam Zbořil, Tomáš Kundrátek) 25:33' | Martin Zaťovič (Marek Ďaloga, Kristián Pospíšil) 17:53' Luboš Horký (Adam Zbořil, Tomáš Kundrátek) 25:33' | 1:0 2:0 2:1 | 26:02' Willie Raskob (Peter Mueller, Patrik Koch) | Rozhodčí: Lukáš Květoň Daniel Pražák Čároví: Jiří Ondráček Michal Zíka |
| 19 min | 19 min | Tresty      | 23 min                                            | Rozhodčí: Lukáš Květoň Daniel Pražák Čároví: Jiří Ondráček Michal Zíka |
| 23 | 23 | Střely      | 27                                                | Rozhodčí: Lukáš Květoň Daniel Pražák Čároví: Jiří Ondráček Michal Zíka |

| 25. března 2023 17:00 | HC VÍTKOVICE RIDERA | 1 : 0 (0:0, 0:0, 1:0) | HC Kometa Brno | Ostravar Aréna, Ostrava Návštěvnost: 9 833 (vyprodáno) |  |

| Report                                             |                                                    |          |               |                                                                     |
| Aleš Stezka                                        | Aleš Stezka                                        | Brankáři | Dominik Furch | Rozhodčí: René Hradil Roman Mkrva Čároví: Lukáš Rampír Michal Axman |
| Peter Mueller (Petr Fridrich, Petr Gewiese) 46:21' | Peter Mueller (Petr Fridrich, Petr Gewiese) 46:21' | 1:0      |               | Rozhodčí: René Hradil Roman Mkrva Čároví: Lukáš Rampír Michal Axman |
| 8 min                                              | 8 min                                              | Tresty   | 8 min         | Rozhodčí: René Hradil Roman Mkrva Čároví: Lukáš Rampír Michal Axman |
| 32                                                 | 32                                                 | Střely   | 24            | Rozhodčí: René Hradil Roman Mkrva Čároví: Lukáš Rampír Michal Axman |

| 27. března 2023 17:00 | HC Kometa Brno | 3 : 4 PP (0:1, 2:1, 1:1 — 0:1) | HC VÍTKOVICE RIDERA | Winning Group Arena, Brno Návštěvnost: 7 700 (vyprodáno) |  |

| Report | |                             | |                                                                         |
| Dominik Furch | Dominik Furch | Brankáři                    | Aleš Stezka | Rozhodčí: Oldřich Hejduk Adam Kika Čároví: Vít Lederer Vladimír Rožánek |
| Jakub Flek (Radek Koblížek) 21:50' Zdeněk Okál (Luboš Horký, Jan Ščotka) 23:20' Tomáš Kundrátek (Adam Zbořil, Kim Strömberg) 43:30' | Jakub Flek (Radek Koblížek) 21:50' Zdeněk Okál (Luboš Horký, Jan Ščotka) 23:20' Tomáš Kundrátek (Adam Zbořil, Kim Strömberg) 43:30' | 0:1 1:1 2:1 2:2 2:3 3:3 3:4 | 06:52' Roberts Bukarts 39:20' Roberts Bukarts (Jakub Stehlík, Peter Mueller) 41:42' Jakub Stehlík (Jakub Kotala, Marek Kalus) 76:22' Peter Mueller (Willie Raskob) | Rozhodčí: Oldřich Hejduk Adam Kika Čároví: Vít Lederer Vladimír Rožánek |
| 12 min | 12 min | Tresty                      | 10 min | Rozhodčí: Oldřich Hejduk Adam Kika Čároví: Vít Lederer Vladimír Rožánek |
| 46 | 46 | Střely                      | 44 | Rozhodčí: Oldřich Hejduk Adam Kika Čároví: Vít Lederer Vladimír Rožánek |

## Statistiky základní části

### Kanadské bodování
Toto je konečné pořadí hráčů Komety podle dosažených bodů. Za jeden vstřelený gól nebo přihrávku na gól hráč získal jeden bod.
| Poř. | Hráč              | Z. | G  | A  | B  | TM | +/- |
| ---- | ----------------- | -- | -- | -- | -- | -- | --- |
| 1.   | Petr Holík        | 52 | 12 | 36 | 48 | 22 | -3  |
| 2.   | Luboš Horký       | 47 | 20 | 14 | 34 | 12 | +4  |
| 3.   | Adam Zbořil       | 47 | 7  | 25 | 32 | 20 | -12 |
| 4.   | Jakub Flek        | 52 | 19 | 9  | 28 | 8  | +6  |
| 5.   | Andrej Kollár     | 48 | 8  | 12 | 20 | 6  | -7  |
| 6.   | Kristián Pospíšil | 19 | 9  | 10 | 19 | 23 | +5  |
| 7.   | Radek Koblížek    | 48 | 10 | 8  | 18 | 6  | -8  |
| 8.   | Martin Zaťovič    | 49 | 7  | 8  | 15 | 20 | -16 |
| 9.   | Tomáš Kundrátek   | 39 | 5  | 10 | 15 | 20 | -21 |
| 10.  | Radek Kučeřík     | 52 | 1  | 14 | 15 | 31 | +10 |

### Hodnocení brankářů
Toto je konečné pořadí brankářů Komety.
| Poř. | Hráč          | Z. | MIN  | OG | PZ   | PS   | POG  | Úsp%  | N |
| ---- | ------------- | -- | ---- | -- | ---- | ---- | ---- | ----- | - |
| 1.   | Dominik Furch | 40 | 2093 | 80 | 1002 | 1082 | 2.29 | 92.61 | 6 |
| 2.   | Marek Čiliak  | 21 | 1059 | 58 | 532  | 590  | 3.29 | 90.17 | 1 |

## Statistiky play-off

### Kanadské bodování
Toto je konečné pořadí hráčů Komety podle dosažených bodů. Za jeden vstřelený gól nebo přihrávku na gól hráč získal jeden bod.
| Poř. | Hráč              | Z. | G | A | B | TM | +/- |
| ---- | ----------------- | -- | - | - | - | -- | --- |
| 1.   | Kim Strömberg     | 10 | 3 | 4 | 7 | 4  | +4  |
| 1.   | Tomáš Kundrátek   | 10 | 3 | 4 | 7 | 12 | +2  |
| 3.   | Petr Holík        | 10 | 2 | 5 | 7 | 2  | +4  |
| 4.   | Jakub Flek        | 10 | 4 | 2 | 6 | 2  | +2  |
| 5.   | Luboš Horký       | 10 | 2 | 4 | 6 | 4  | +3  |
| 6.   | Adam Zbořil       | 10 | 1 | 3 | 4 | 8  | -1  |
| 6.   | Kristián Pospíšil | 10 | 1 | 3 | 4 | 26 | 0   |
| 8.   | Zdeněk Okál       | 6  | 3 | 0 | 3 | 6  | +2  |
| 9.   | Marek Ďaloga      | 10 | 1 | 2 | 3 | 4  | +1  |
| 10.  | Jiří Ondráček     | 7  | 1 | 1 | 2 | 2  | -1  |
| 10.  | Martin Zaťovič    | 10 | 1 | 1 | 2 | 2  | -4  |

### Hodnocení brankářů
Toto je konečné pořadí brankářů Komety.
| Poř. | Hráč          | Z. | MIN | OG | PZ  | PS  | POG  | Úsp%  | N |
| ---- | ------------- | -- | --- | -- | --- | --- | ---- | ----- | - |
| 1.   | Dominik Furch | 10 | 613 | 18 | 308 | 326 | 1.76 | 94.48 | 1 |